# Zeppelin NT
Zeppelin NT (Zeppelin Neue Technologie) ist eine Luftschiff-Baureihe, die seit den 1990er Jahren in Friedrichshafen gefertigt und seit den 2000er Jahren vornehmlich für Tourismuszwecke sowie Forschungs- und Überwachungsaufgaben eingesetzt wird. Die Luftschiffe des NT-Typs gehören nach dem Airlander-Luftschiff zu den größten aktiven Luftschiffen und sind als halbstarre Luftschiffe die einzigen mit einem starren inneren Gerüst.
Luftschiffe dieser Bauart werden von der Zeppelin Luftschifftechnik GmbH & Co. KG (ZLT) konstruiert, die Teil des Zeppelin-Konzerns ist und die Tradition der unter dem Namen von Ferdinand Graf von Zeppelin gegründeten Gesellschaften fortsetzt. Das historische Zeppelin-Unternehmen konstruierte, baute und betrieb bereits im ersten Drittel des 20. Jahrhunderts die weltberühmten Zeppelin-Starrluftschiffe.
Aktuell (2024) sind sechs Zeppeline NT im Einsatz – drei für die Deutsche Zeppelin-Reederei in Deutschland und drei für Goodyear Tire & Rubber Company in den USA.

## Geschichte

### Entstehungsgeschichte
Die Ära der historischen Zeppeline endete 1940, nachdem die beiden letzten Starrluftschiffe LZ 127 „Graf Zeppelin“ und LZ 130 „Graf Zeppelin II“ auf Befehl Hermann Görings abgewrackt und die letzten verbliebenen Luftschiffhallen auf dem Frankfurter Flughafen gesprengt worden waren.
Im Verlauf der Jahre entstanden immer wieder Anregungen innerhalb des Zeppelin-Konzerns, die Konstruktion und Produktion von Luftschiffen erneut aufzunehmen. Beispielsweise wurde schon in den 1950er Jahren ein neuartiges Luftschiff mit der Bezeichnung LZ 132 vorgeschlagen, das für den Lastentransport hätte eingesetzt werden sollen. Die Entwürfe kamen aber bis in die späten 1980er Jahre nicht über anfängliche Überlegungen hinaus.
Erst 1989 wurden detailliertere Studien, welche die Machbarkeit für einen neuen Zeppelin aufzeigen sollten, angefertigt. Eine treibende Person hinter dem Vorhaben war der damalige Friedrichshafener Bürgermeister Bernd Wiedmann, der kraft seines Amtes auch Aufsichtsratsvorsitzender der ZF Friedrichshafen war. Daneben setzte sich auch der Unternehmer Max Mugler (1931–2013) zentral für die Erstellung der Studien ein, der damals die Geschäftsführung der immer noch existierenden, schon 1908 von Graf Ferdinand gegründeten Luftschiffbau Zeppelin GmbH innehatte. Am Ende des folgenden Jahres zeigte eine Marktstudie ein Absatzpotenzial von damals bis zu 80 Zeppelinen auf. Der Autor dieser Marktstudie, Franz Neubauer, hatte jedoch gleichermaßen unterstrichen, dass eine Verkürzung des geplanten Entwicklungszeitraums zwingend nötig sei. Zudem müssten aus ökonomischen Gründen größere Typen des Luftschiffs entwickelt werden, insbesondere um mit den wesentlich preisgünstigeren Luftschiffen der American Blimp Corporation konkurrieren zu können. Ebenfalls im Jahr 1993 wurde bereits ein Patent auf ein „halbstarres Luftschiff mit Druck gestützter Hülle“  angemeldet. Im September 1993 wurde die Zeppelin Luftschifftechnik GmbH & Co. KG (ZLT) gegründet, welche die Entwicklung, die Konstruktion und den Bau der Luftschiffe übernehmen sollte. Mit der Geschäftsführung wurde auch hier Max Mugler betraut, für die technische Geschäftsführung wurde der Ingenieur Klaus Hagenlocher bestellt. Beide hatten bis dahin noch keine Erfahrungen mit der Entwicklung und dem operativen Betrieb von Luftschiffen. Hauptanteilseigner waren und sind bis heute die Luftschiffbau Zeppelin GmbH und die ZF Friedrichshafen AG. Die anfänglichen Studien, Unternehmensgründung und der Bau einer notwendigen Luftschiffhalle wurden initial mit 60 Millionen DM finanziert.

### Entwicklungsphase und Testflugbetrieb

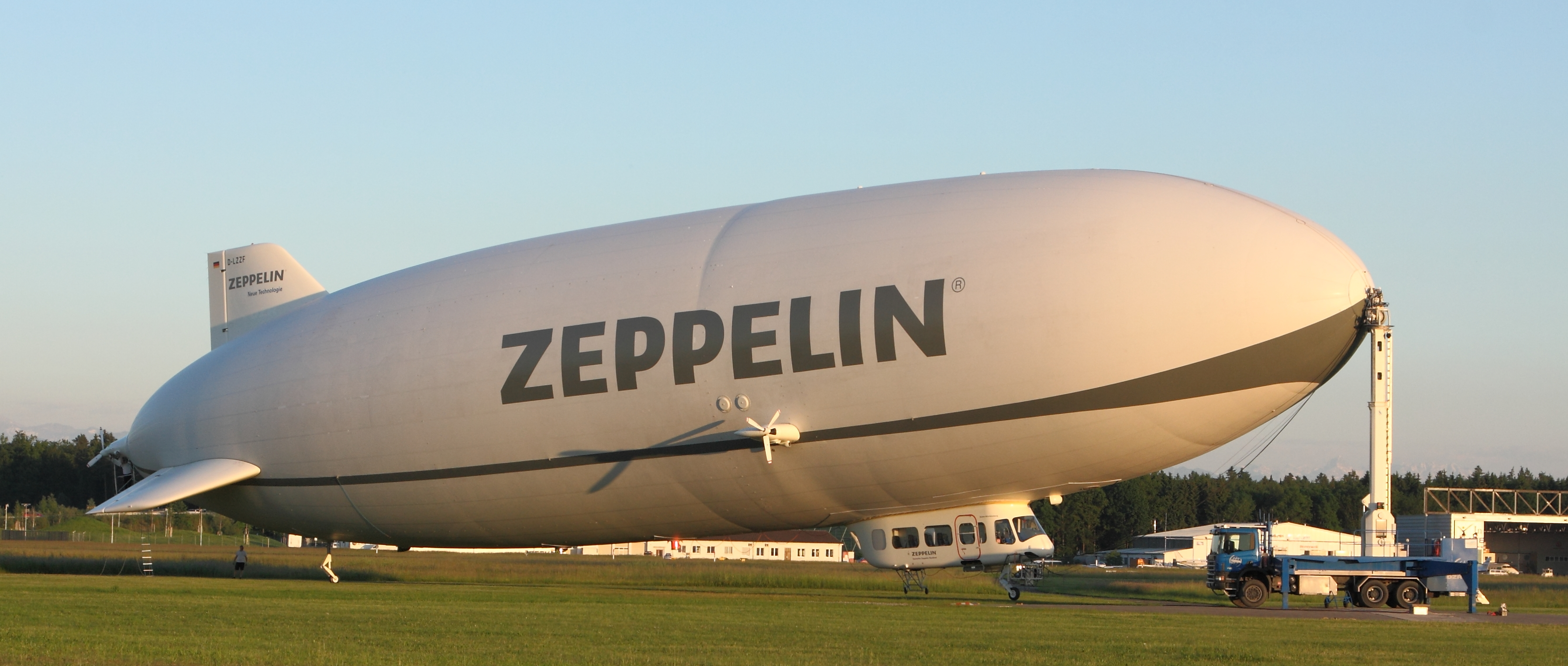
Der Zeppelin NT „Friedrichshafen“ am mobilen Landemast

#### 1993–1996
Noch vor der Gründung der Zeppelin Luftschifftechnik und damit weit vor dem Baubeginn erhielt das Unternehmen Kritik aus Fachkreisen. Im April 1993 wandte sich der Chefkonstrukteur der WDL Luftschiffgesellschaft, Richard Gründer, schriftlich an den Förderverein Zeppelintourismus e. V., welcher den Brief an die Geschäftsführung der Zeppelin Luftschifftechnik weiterleitete. Kritisiert wurde von dem Autor des Schreibens vor allem das geplante technische Vorgehen, da die geplante erste Version des Zeppelin NT mit 65 m zu kurz sei. Es würde mit 7250 m³ Traggas zu wenig Volumen für die geplante Tragfähigkeit aufweisen.
Im Jahr 1995 wurde mit dem Bau des ersten Prototyps begonnen. Die technische Entwicklung blieb zu dieser Zeit schon hinter den ursprünglichen Projektplänen zurück. Insbesondere wurden innerhalb des Unternehmens mangelnde technische Kompetenzen entdeckt. Im Juli 1996 wurde daher Wolfgang von Zeppelin als technischer Direktor angeworben, ein entfernter Verwandter von Ferdinand Graf von Zeppelin, der bis dahin vor allem im Förderverein Zeppelintourismus tätig gewesen war. Dennoch verzögerte sich die technische Entwicklung weiterhin, und Max Mugler gab offen zu, dass seine damalige Personalentscheidung mit Wolfgang von Zeppelin eine Fehlbesetzung gewesen sei.
Erst Ende des Jahres 1996 und damit wenige Monate vor dem geplanten Erstflug stellte das Unternehmen Zeppelin Luftschifftechnik fest, dass der statische Auftrieb des Luftschiffs falsch berechnet worden war. Dies wurde von der Presse als grandioser Rechenfehler bezeichnet. Die ursprüngliche Kritik der WDL Luftschiffgesellschaft hatte sich also als wahr herausgestellt. Das Unternehmen vergrößerte nun die Länge des Luftschiffs auf 75 m und sein Volumen auf 8250 m³.

#### 1997
Auf der Aero Luftfahrtmesse im April 1997 wurde der Zeppelin NT innerhalb der Messehalle 10 der Öffentlichkeit erstmals im zusammengebauten Zustand vorgestellt. Zu dieser Zeit verkündete die Zeppelin Luftschifftechnik zudem bereits erste Verkaufserfolge für ihr Luftschiff.
Das erste Serienluftschiff, dessen Verkaufspreis damals innerhalb der Presse mit 11,5 Millionen DM oder 12,5 Millionen DM angegeben wurde, sollte bereits im Jahr 1998 an die neu gegründete schweizerische Skyship Cruise Ltd. verkauft werden. Ende April 1997 gab zudem durch die Zeppelin Luftschifftechnik bekannt, dass bereits Vorverträge mit vier Kunden über den Kauf von fünf Luftschiffen abgeschlossen seien und 15 weitere ernsthafte Kaufanfragen vorlägen. Im August 1997 folgten die Erstbefüllung und sich daran anschließende erste Freiluft- und Bodentests.
Bereits im Sommer 1997 hatte das Luftfahrt-Bundesamt dem Zeppelin-NT eine vorläufige Fluggenehmigung erteilt. Ab dem 8. August lag der Prototyp dann am mobilen Luftschiffmast auf einem Parkplatz auf dem Friedrichshafener Messegelände. Der Jungfernflug des Prototyps fand aber erst am 18. September 1997 statt. Kapitän auf diesem Erstflug war der Amerikaner Scott Danneker, der lediglich von dem Kopiloten Stefan Unzicker und dem Avionik-Ingenieur Jürgen Fecher begleitet wurde. Die Bodenmannschaft umfasste bei diesem Testflug acht Personen. Während ursprünglich um 17 Uhr gestartet werden sollte, entschied die Testmannschaft, erst um 19 Uhr zu starten, um günstigere thermische Bedingungen und zudem ein Abkühlen des Helium-Traggases abzuwarten. Wegen der Einschränkungen der vorläufigen Flugzulassung durch das Luftfahrt-Bundesamt durfte der Zeppelin-NT während des 45-minütigen Flugs nur auf 1000 Fuß (330 Meter) Flughöhe bei einer Maximalgeschwindigkeit von 80 km/h steigen. Der Flug wurde nicht nur als Test-, sondern auch als Überführungsflug durchgeführt. Der Prototyp wurde während des Fluges von seinem bisherigen Standort auf dem Messegelände zu der zwei Kilometer entfernten Luftschiffhalle überführt. Technisch verlief der Testflug ohne Komplikationen. Laut Polizeiangaben verfolgten 30.000 Zuschauer den Start und die Landung des Luftfahrtgeräts auf dem nördlichen Friedrichshafener Messegelände, unter ihnen der Oberbürgermeister Bernd Wiedmann und auch Überlebende der Hindenburg-Katastrophe von 1937, wie der Maschinist Eugen Bentele.

#### 1998
Nach dem Erstflug waren die kommenden Monate weiteren Erprobungen des Prototyps gewidmet. Ende März 1998 ließ das Unternehmen in einer Pressemitteilung verlauten, dass die erste Erprobungsphase erfolgreich abgeschlossen worden sei und der Prototyp rund 100 Stunden Flugerprobungen und Belastungsmanövern in der Luft sowie am Boden absolviert habe. Zudem wurde bekanntgegeben, dass ab Mai 1998 mit dem Bau des ersten Serienluftschiffs, welches in die Schweiz verkauft werden sollte, begonnen werde. Dass der technische Fortschritt weit weniger positiv verlaufen war, als diese PR-Mitteilung suggerierte, zeigte ein Anfang April 1998 in der NZZ erschienener Artikel drastisch auf. In dieser äußerst kritischen Auseinandersetzung mit dem Unternehmen und dem Luftschiffprojekt stellte der Luftfahrtjournalist den zeitlichen Entwicklungsrahmen des Luftschiffprojekts fundamental in Frage. Nach dem Erstflug traten nach Recherchen des Journalisten schon im Spätherbst 1997 technisch-elektronische Probleme mit der Fly-by-wire-Flugsteuerung auf, sodass die Erprobung des Luftschiffs über Wochen hinweg ausgesetzt werden musste. Obgleich der Januar 1998 ein für die Flugerprobung ideales Wetter geboten hätte, fanden selbst in diesem Monat keine Testflüge statt.

Erst Anfang Februar 1998 wurden diese wiederaufgenommen. Darüber hinaus zeigte der Journalist in seinem Artikel, dass Zeppelin in der Pressemitteilung nicht bekanntgegeben habe, wie viele der 100 Erprobungstunden tatsächliche Flugstunden waren. Auf Rückfrage hätte selbst der Pressesprecher des Unternehmens nicht beziffern können, wie viele operative Flugstunden tatsächlich geleistet worden waren. Auch die Zulassung des Luftschiffs sei nach Angaben des Unternehmenssprecher nicht vor August 1999 zu erwarten. Der Luftfahrtjournalist zog auf Basis dieser Recherchen die Schlussfolgerung, dass der Prototyp des Zeppelin NT vermutlich bisher nur rund fünf Prozent der bis zur Zulassung notwendigen 600 Flugstunden geflogen sei, sodass die LBA-Zulassung nicht vor dem Jahr 2000 zu erwarten sei. Nicht nur die Entwicklungskosten, sondern auch die geplante Erprobungszeit werde sich nach Berechnung des Luftfahrtjournalisten damit verdoppeln. Als Gründe für diese Planüberschreitungen zeigte der Artikel fernerhin auf, dass die technische Kompetenz innerhalb des Unternehmens wegen mangelnder Erfahrung der jungen Mannschaft und zwei nicht mit der Luftschiffentwicklung vertrauten Geschäftsführern nicht stark genug ausgeprägt sei. Zum Zeitpunkt der Recherchen waren sogar immer noch fundamental wichtige technische Felder, wie Kundendienst und Reparatur („Product Support“), die Logistik und die Wartung des Luftschiffs nicht ausreichend genug adressiert.
Dass der Luftfahrtjournalist der NZZ mit seiner fundamentalen Kritik am Projekt recht behielt, zeigte ein nur wenige Wochen später, Anfang Mai 1998, erschienener Artikel im Nachrichtenmagazin Der Spiegel. Erstaunlicherweise berichtete dieser Artikel nämlich über ein Ereignis, welches schon mehr als ein halbes Jahr zurücklag: Am 8. Oktober 1997, während des vierten Testflugs, entkam der Prototyp des Zeppelin NT nur knapp einer Havarie, und der Testpilot Dominique Manière hatte eine Notlandung durchführen müssen. Am Nachmittag war das Luftschiff zu dem Testflug aufgebrochen und hatte neben den Piloten noch einen Techniker sowie den Chefkonstrukteur Hagenlocher an Bord. Nach 30 Minuten Flugzeit, über Immenstaad am Bodensee, tauchten plötzlich erste technische Probleme auf. Der Bug des Schiffes neigte sich nach vorne, wodurch die Manövrierbarkeit stark eingeschränkt wurde. Selbst mit dem Heckpropeller konnte das Luftschiff nicht mehr stabil in der Luft gehalten werden, da die Motoren nur noch im Leerlauf liefen. Das Luftschiff sackte in dieser Zeit von 300 auf nur noch 150 Meter Flughöhe ab. Erst nachdem der Testpilot 400 Liter Ballastwasser über dem Bodensee abgelassen hatte und die Seitenpropeller in Vertikalposition gebracht worden waren und der Chefkonstrukteur Hagenlocher zudem fünf 20-Liter Wasserkanister über Bord geworfen hatte, konnte die bedrohliche Situation in den Griff gebracht werden, und das Luftschiff konnte zum Flughafen zurückkehren. Nach rund zwei Stunden Flugzeit, gegen 16 Uhr und fünf Kilometer vor dem Friedrichshafener Flughafen, blieb das rechte Höhenruder abgesenkt stehen, da der Steuerungsmotor des Höhenruders versagte. Der Testpilot bereitete daraufhin die Bodenmannschaft auf eine Notlandung vor. Kurz vor der Landebahn des Flughafens versagte zudem die Hydraulik des rechten Propellers, sodass dieser in einer vertikalen Position stecken blieb. Der erfahrenere Luftschiffkapitän und Kopilot auf diesem Flug, Dominique Manière, übernahm daraufhin die Steuerung von Scott Danneker. Ihm gelang es mit nur einem funktionsfähigen Propeller am mobilen Luftschiffmast anzudocken. Die beiden Testpiloten analysierten später diesen Vorfall und waren äußerst dankbar, doch die fünf zusätzlichen Wasserkanister an Bord genommen zu haben, obgleich der Chefkonstrukteur Hagenlocher auf diese kurz vor Beginn des Fluges verzichten wollte. Nur durch diesen zusätzlichen Ballast, welcher nach dem abrupten Absacken des Luftschiff über dem Bodensee bei Immenstaad abgeworfen wurde, konnte die Havarie verhindert werden.
Nach diesem Vorfall wurde die Konstruktion des Zeppelin NT über Wochen hinweg grundlegend überarbeitet. Insbesondere mussten innere Verstrebungen und Träger des halbstarren Luftschiffs verstärkt werden. Auch die hydraulischen Systeme wurden leistungsstärker ausgelegt und Ballonette vergrößert. In der Branche sorgte dieser Vorfall der Beinahehavarie teils für Besorgnis. Andererseits machte sich bei manchen Unternehmen eine deutliche Häme und Schadenfreude breit, wie sich anhand interner Unterlagen des Unternehmens CargoLifter retrospektiv feststellen ließ.
Das Unternehmen versuchte Mitte des Jahres 1998 noch in der Außenkommunikation zu vermitteln, dass sich die technischen Probleme nicht in großen Zeitverzögerungen des Projektes niedergeschlagen hätten. Ursprünglich sollte bereits 1998 die Musterzulassung vorliegen, nun wurde bekanntgegeben, dass diese für das zweite Halbjahr 1999 angepeilt sei. Organisationsintern wurde das bisherige Vorgehen jedoch grundsätzlich in Frage gestellt. In der zweiten Jahreshälfte wurde dann die Unternehmensberatung McKinsey & Company beauftragt, die Zeit- und Kostenplanungen, das technische Vorgehen sowie die Marktchancen des Projektes grundlegend zu untersuchen.

#### 1999
Anfang des Jahres 1999 waren dann auch erst 150 der notwendigen 600 Flugerprobungsstunden abgeleistet, sodass bekanntgegeben wurde, dass die Zulassung vermutlich erst gegen Ende des Jahres 2000 erfolgen würde. Auch die Projektkosten waren derweil um 15 Millionen auf dann 50 Millionen DM angestiegen, und der Geschäftsführer der ZLT, Max Mugler, gab offen zu, dass sich das Unternehmen und die Entscheidungsträger „absolut verschätzt“ hätten. Erschwerend kam hinzu, dass Mitte Februar 1999 der Zeppelin NT beim Aushallen aus dem Luftschiffhangar beschädigt wurde. Bei Glatteis sollte der NT aus der Halle gezogen werden, als er durch einen Windstoß erfasst wurde und das Haltefahrzeug wegrutschte. Hierdurch verzögerte sich der Zeitplan des Entwicklungsvorhabens durch notwendige Reparaturarbeiten um weitere zwei Monate.
Anfang 1999 wurde begonnen für das Unternehmen nach einer neuen Führungsmannschaft zu suchen, die, im Gegensatz zu der bisherigen, intensive Erfahrungen in der Luftfahrtindustrie haben sollte. Zum 1. April trat daraufhin der Luftfahrtingenieur Bernd Sträter, welcher zuvor Managementpositionen in der Luftfahrtindustrie bei Dornier, DASA und Daimler-Benz Aerospace bekleidet hatte, als neuer Geschäftsführer der ZLT an. Sträter sollte daraufhin insbesondere für die nun anstehende Realisierung von Maßnahmen zur Beschleunigung der Musterzulassung verantwortlich werden und den Entwicklungsprozess damit systematisch weiterführen. Neben Sträter, welcher sich auf die technische Geschäftsführung konzentrieren sollte, wurde mit Günter Schwenk ein weiterer neuer Geschäftsführer berufen, der sich insbesondere um den kaufmännischen Aspekt kümmern sollte. Der bisherige Vorsitzende der Geschäftsführung, Max Mugler, wechselte zum Amtsantritt von Bernd Sträter in einen neu geschaffenen Beirat des Unternehmens. Klaus Hagenlocher blieb weiterhin Geschäftsführer. Wolfgang von Zeppelin wurde von seinen Ämtern entbunden.
Zur Aero Messe in Friedrichshafen Mitte April 1999 war der Prototyp des Zeppelin NT nach dem Unfall beim Aushallen noch nicht wieder flugtauglich. Als der Flugbetrieb jedoch Mitte des Jahres wiederaufgenommen wurde, kamen die Testflüge und Erprobungsmaßnahmen auf dem Weg zur Serienzulassung gut voran. Ende Juni 1999 hatte der Prototyp bereits 230 Gesamtflugstunden absolviert, von denen 180 reinen Erprobungszwecken dienten. Zu diesem Zeitpunkt fehlten nur noch 80 weitere Erprobungsstunden, bis dass die Erprobungsflüge gemeinsam mit dem Luftfahrt-Bundesamt beginnen würden, die auf 400 Stunden angesetzt wurden. Von technischer Seite beschäftigten sich die Erprobungsflüge zu diesem Zeitpunkt mit dem Ausfall von Systemen während des Fluges, d. h., der Zeppelin wurde testweise ohne laufende Motoren in der Luft betrieben. Im August des Jahres 1999 wurden erste Testflüge für die Eignung des Luftschiffs zum Passagiertransport durchgeführt. Auf Test-Rundflügen wurden sogar vom Flughafen abgelegene Landeplätze, wie das Schloss Salem, als Außenlandungen angeflogen. Zudem konnte gezeigt werden, dass der Zeppelin NT ganz ohne Bodenmannschaft starten und landen kann. Erreicht waren zu diesem Zeitpunkt bereits 300 Flugstunden. Zudem fanden sogenannten „Ankermast-Wochen“ statt, bei denen der Prototyp ganztägig und über eine Woche hinweg im Freien am mobilen Luftschiffmast befestigt worden war. Die von ZLT entwickelte Sensorik, mit welcher das Ballastmanagementsystem und der Druckausgleich des Luftschiffs bei sich ändernden Wetterbedingungen automatisch durchgeführt wird, konnte damit erstmals auf ihre Tauglichkeit hin untersucht werden.

Anfang Oktober 1999 führte der Prototyp des Zeppelin NT seinen bis dahin längsten Flug durch. Um 9:30 Uhr gestartet, flog das Luftschiff zunächst über den Hochrhein, ließ kurz hinter der Schweizer Grenze gar einen Postsack mit 3000 Postkarten herab fallen, wendete über der Schweizer Hauptstadt Bern und kam nach 680 geflogenen Kilometern um 18 Uhr wieder in Friedrichshafen an. Die beförderte Luftpost in Form der Postkarten war hierbei mit einem Bild des historischen Zeppelin-Luftschiffes LZ 126 bestückt, das im Oktober 1924 als erstes Zeppelin-Luftschiff den Atlantik überquert hatte.
Mitte November 1999 hatte der Prototyp auf 124 Flügen bereits 400 Flugstunden abgeleistet.

#### 2000
Während der Wintersaison 1999/2000 setzte der Prototyp des Zeppelin NT über mehrere Wochen den Testflugbetrieb aus, da eine intensive Jahresinspektion anstand und Verschleißteile inspiziert wurden. Bekanntgegeben wurde im Frühjahr 2000, dass der Heck-Antrieb technische Modifikationen erhalten hatte und die Wartungsfreundlichkeit der Antriebseinheiten verbessert wurde. Zum Jahreswechsel wurde darüber hinaus die Montage der Trägerstruktur des zweiten zu bauenden Luftschiffs abgeschlossen, welches zu dem Zeitpunkt noch für den Kunden Skyship Cruise Ltd. vorgesehen war. Auch die Hülle für das zweite mit der Seriennummer „S/N 02“ bezeichnete Luftschiff wurde im Februar 2000 bereits im Hangar erstmals gefüllt und auf ihre Dichtigkeit hin überprüft.
Nachdem der Prototyp seinen Flugbetrieb wiederaufgenommen hatte, waren Mitte des Jahres 2000 500 Flugstunden absolviert.
Vom 30. Juni bis zum 8. Juli 2000 fand in Friedrichshafen die lange vorbereitete und von einer breiten Öffentlichkeit begleitete „Zeppelin-Jubiläumswoche“ statt, welche das hundertjährige Jubiläum des ersten Aufstiegs von Graf Ferdinand von Zeppelin mit seinem Luftschiff Zeppelin 1 feierte. In die Feierlichkeiten wurde auch der Prototyp des Zeppelin NT umfangreich eingebunden. Am 2. Juli 2000 um 14 Uhr wurde der erste Prototyp durch Elisabeth Veil, die damals 80-jährige Enkelin Graf Zeppelins, im Luftschiffhangar auf den Namen „D-LZFN Friedrichshafen“ getauft.
Am späteren Nachmittag fand über dem Bodensee eine Luftschiffparade statt, an welcher neben dem Zeppelin NT auch das SkyShip 600 der Cargolifter AG und zwei weitere Blimps des Unternehmens The Lightship Group teilnahmen.
Rasch nach der Zeppelin-Jubiläumswoche startete der Zeppelin NT zu einer mehrwöchigen Testflugtour nach Nord- und Ostdeutschland. Vom 13. Juli bis zum 1. August 2000 legte der Prototyp während weiterer 75 Flugstunden über 3600 Kilometer zurück. Neben dem Flughafen Bonn-Hangelar, wurde der Nürburgring und auch das Gelände der Expo 2000 in Hannover überflogen. Ein wesentlicher Zielort war während dieser Testflugtour Nordholz bei Cuxhaven, wo das Luftschiff unter speziellen Wind- und Luftdruckverhältnissen getestet wurde. Insbesondere wurden hier Starts und Landungen sowie die Manövrierfähigkeit bei starkem Wind bis 25 Knoten durchgeführt. Später überflog der Zeppelin NT noch Berlin und Magdeburg, wo die Lärmemissionen des Luftschiffs getestet wurden. Am Ende dieser Testflugtour hatte der Prototyp rund 630 Flugstunden absolviert.
Gegen Ende des Jahres 2000, im August, ging der technische „Gründungsvater“ des Zeppelin NTs, Klaus Hagenlocher, in den Ruhestand, der mit dem Projekt seit dessen Anbeginn im Jahr 1989 verbunden war. Obgleich zwar die technische Entwicklung gute Fortschritte machte und die Zulassung kurz vor Abschluss stand, musste die ZLT im Herbst 2000 ökonomisch unerfreuliche Neuigkeiten herausgeben. Im Oktober wurde so bekanntgegeben, dass keiner der bisherigen fünf Vorvertragskunden, welche Interesse an dem Kauf eines NTs geäußert hatten, ein gesichertes Finanzierungskonzept für den Kauf vorlegen konnten. Die ZLT entschied daher, zusätzlich als eine eigene Zeppelin-Betreibergesellschaft aufzutreten, wofür die Deutsche Zeppelin-Reederei (DZR) gegründet werden sollte und dann ab Mai 2001 mit dem Betrieb des ersten Serienluftschiffs beginnen solle.

#### 2001
Zu Beginn des Jahres 2001 gab es wenige Neuigkeiten über die technische Flugerprobung des Zeppelin NT und sonstige mit dem Unternehmen verbundene Ereignisse. Im Februar stattete der damalige Bundeskanzler Gerhard Schröder dem Unternehmen ZF Friedrichshafen einen Besuch ab und besuchte dabei auch die ZLT. Einen Flug mit dem Zeppelin NT konnte er jedoch durch böiges Wetter und Schneestürme nicht erleben.
Am 26. April 2001 erhielt der Zeppelin NT nach knapp 1000 Flugstunden und 3600 Flugkilometern im Rahmen der Luftfahrtmesse „AERO 2001“ in Friedrichshafen die Musterzulassung vom Luftfahrt-Bundesamt. Gleichzeitig wurde die Zeppelin Luftschifftechnik GmbH als Luftfahrt-Herstellbetrieb zertifiziert. Die Entwicklungsphase und der Testflugbetrieb waren zu dem Zeitpunkt damit abgeschlossen. Das Unternehmen hatte bis zu diesem Zeitpunkt rund 75 Millionen DM in Entwicklung, Konstruktion und den Unternehmensaufbau investiert. Um mit dem Passagiertransport beginnen zu können, fehlte der ZLT zu diesem Zeitpunkt lediglich die Anerkennung als Luftfahrtbetrieb. Obgleich zu diesem Zeitpunkt der Verkauf der Flugtickets noch nicht offiziell begonnen hatte, waren schon über 5000 Interessenten für einen Flug auf einer Warteliste registriert.

#### 2020
Im März 2020 unternahm ein neuer Zeppelin NT seinen Erstflug. Er hat 75 Meter Länge, Platz für 16 Passagiere und Heckantrieb mit einem 200 PS starken Motor und zwei Propellern. Elektromotoren bewegen die Ruder am Leitwerk entsprechend der Stellung des Steuer-Joysticks durch den Piloten. Das Innengerüst besteht aus Karbon-Strängen, die Hülle aus dreischichtigem Laminat.

#### 2024
2024 wurde in Friedrichshafen ein weiterer Zeppelin NT in Dienst gestellt, der seit dem 9. Mai 2024 dauerhaft für Passagierflüge am Verkehrslandeplatz Essen/Mülheim stationiert ist. Dieser wurde auf den Namen Hugo Eckener getauft.

### Meilensteine des Flugbetriebs und weitere Ereignisse seit der Indienststellung

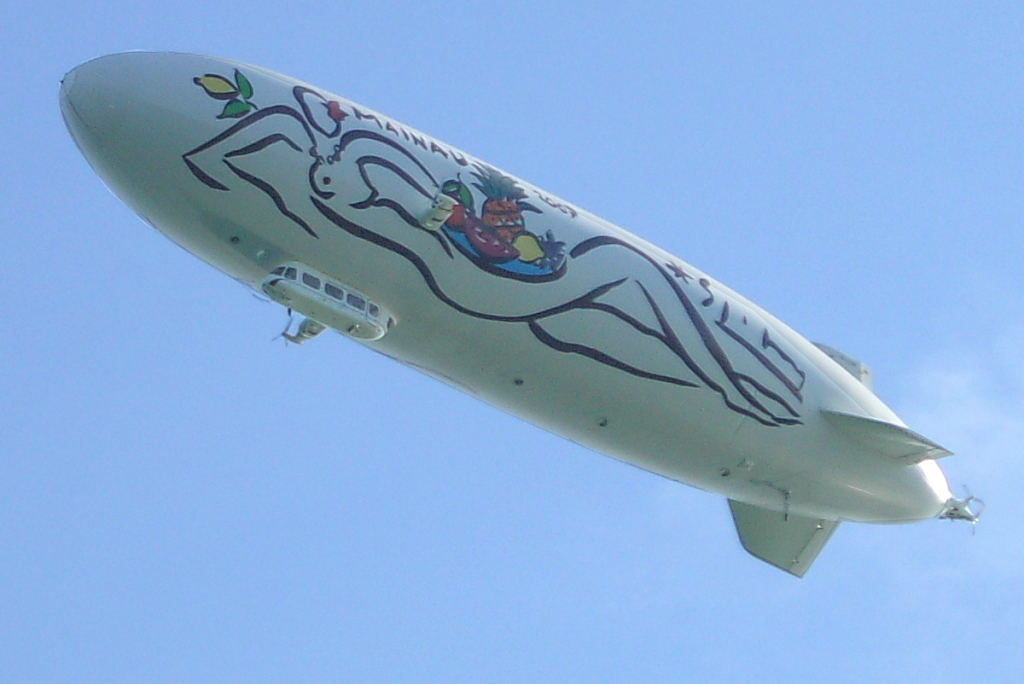
Zeppelin NT mit Gestaltung von Stefan Szczesny über dem Bodensee

Das erste Serienluftschiff (SN 02) wurde am 10. August 2001 auf den Namen D-LZZR „Bodensee“ getauft. Bereits in den 1920er Jahren trug der Zeppelin LZ 120 diesen Namen. Der Passagierflugbetrieb wurde am 15. August aufgenommen, nachdem das Luftfahrt-Bundesamt der Deutschen Zeppelin-Reederei die Betriebsgenehmigung für den offiziellen Flugbetrieb erteilt hatte. Der Prototyp des Zeppelin NT, „Friedrichshafen“, diente weiterhin vor allem der Pilotenausbildung, dem Einsatz auf Sonderflügen und als „Vorführmodell“. Touristen wurden mit diesem nicht befördert, da die „Friedrichshafen“ nicht für Passagierflüge zugelassen ist.
Wie auch bei den historischen Zeppelinen, wurden mit dem Zeppelin NT Postflüge durchgeführt, deren Sonderstempel bei Philatelisten beliebt sind. Beispielsweise führte ein solcher Flug am 1. August 2001 nach Luzern.
Anfang Mai 2002 landete ein NT mit Passagieren in Konstanz. Erstmals in der Geschichte landete damit ein Luftschiff in der Geburtsstadt von Ferdinand Graf von Zeppelin. Ende August 2002 wurde dann der 10.000 Fluggast an Bord eines Zeppelin NT befördert.
Am 9. Februar 2003 startete das zweite Serienluftschiff, mit dem Kennzeichen D-LZZF „Baden-Württemberg“, (SN 03) zu seinem Erstflug. Wenige Wochen vorher hatte das Unternehmen bereits bekanntgegeben, dass nach Abschluss der Konstruktion dieses dritten Zeppelins ein Baustopp verhängt würde. Ein weiterer, dann vierter, Zeppelin solle erst auf Auftrag eines externen Kunden gebaut werden. Die ZLT verfügte zu diesem Zeitpunkt über rund 100 Mitarbeiter, die von diesem Produktionsstopp vorerst nicht betroffen seien. Mit dem ZF-Konzern wurde dahin eine Finanzierung für drei weitere Jahre sichergestellt. Die „Baden-Württemberg“ ist weitestgehend baugleich mit der „Friedrichshafen“ und der „Bodensee“. Statt zwölf kann die Passagiergondel nun jedoch maximal 13 Fluggäste aufnehmen. Anstatt des zusätzlichen dreizehnten Sitzes kann jedoch auch eine Bordtoilette eingebaut werden.

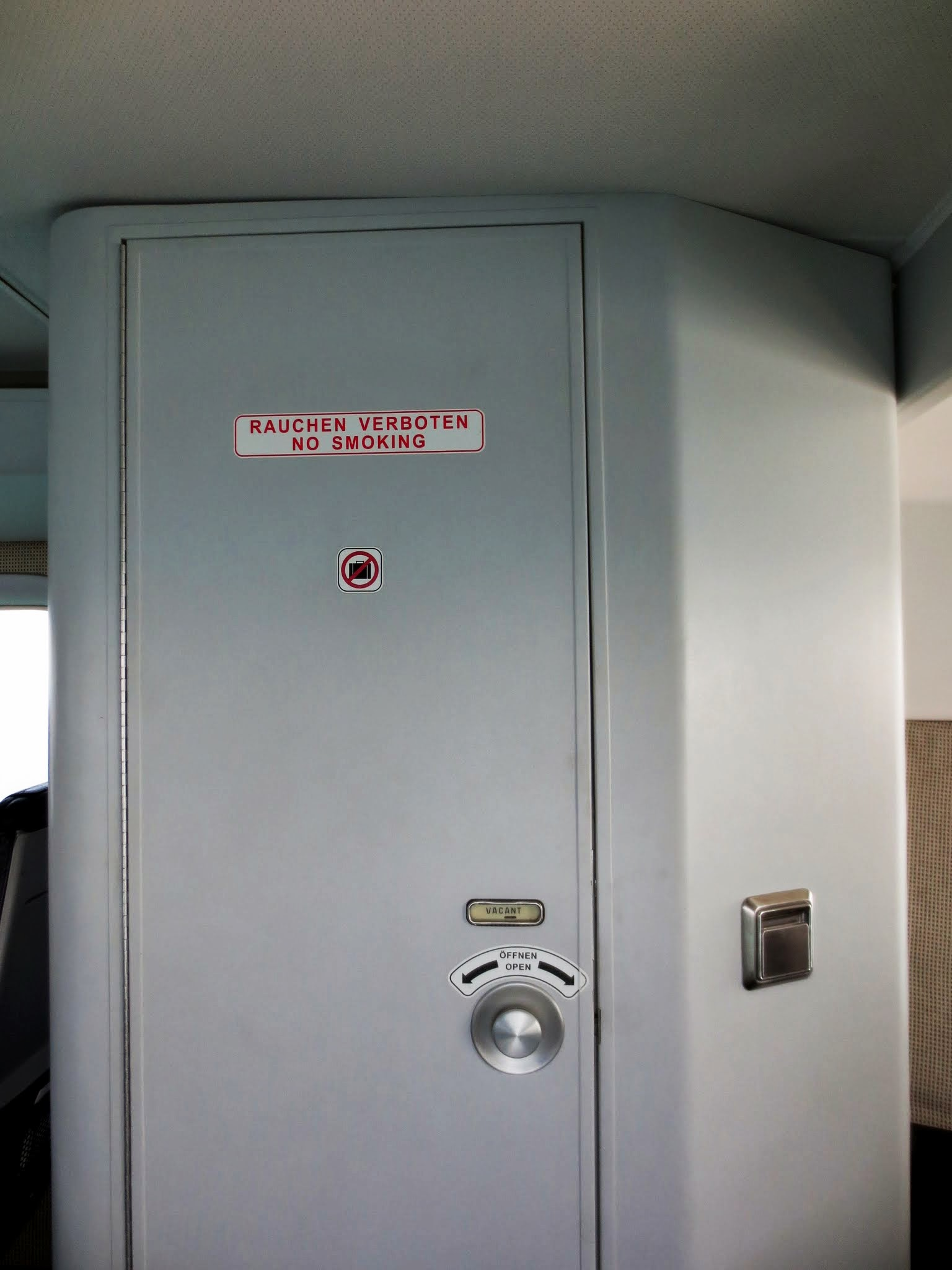
Bordtoilette

Im Mai des Jahres 2003 erhielt der Zeppelin NT die Zulassung für Nachtflüge unter Sichtflugregelung (NVFR), sodass fortan auch Flüge zum Sonnenuntergang und Nachtflüge angeboten wurden.
Im Mai 2004 startete die D-LZFN „Friedrichshafen“ im Auftrag eines großen deutschen Automobilkonzerns zu einer 10.000 Kilometer langen Osteuropa-Werbetour. Sie führte auf 19 Etappen unter anderem nach Prag und daran anschließend über südeuropäische Staaten bis nach Istanbul und kehrte über eine nördliche Route über Odessa und Kiew Ende Juli nach Friedrichshafen zurück.
Ebenfalls im Juli 2004 wurde die D-LZFN „Friedrichshafen“ durch eine Windhose am Fahrwerk beschädigt. Am späten Nachmittag flog das Luftschiff über den Bodensee nach Zürich und sollte dort auf einer Freifläche in der Nähe des Zürichsees am mobilen Ankermast andocken. Nach dem Landemanöver zogen starke Winde mit Turbulenzen auf, durch die das Luftschiff mit dem Heck mehrmals in die Höhe gerissen wurde und mehrmals auf dem Boden aufprallte. Nach Abklingen der schlechten Wetterbedingungen und einer ersten Inspektion wurde der Zeppelin zurück in die Werft geflogen, woraufhin in den folgenden Tagen das beschädigte Fahrwerk ausgetauscht werden musste.
Ende Oktober 2004 legte der amerikanische Milliardär und Flugpionier Steve Fossett erfolgreich die Prüfung für die Zeppelin NT Pilotenlizenz ab. Schon in den Wochen davor war das Privatflugzeug Fossetts mehrfach am Friedrichshafener Flughafen gesehen worden. Da Fossett durch spektakuläre Rekorde breite Bekanntheit hatte, nährten diese Besuche Spekulationen, was genau dieser mit dem Zeppelin NT vorhabe.
Am 27. Oktober 2004 stellte Fossett dann mit dem Schiff SN01 „Friedrichshafen“ einen neuen Geschwindigkeitsweltrekord für Luftschiffe auf. Er durchfuhr eine 1000-m-Messstrecke in beiden Richtungen mit einer Durchschnittsgeschwindigkeit von 111,8 km/h. Der Rekord wurde später von der Fédération Aéronautique Internationale (FAI) mit 115 km/h offiziell anerkannt. Der bisherige Rekord war am 19. Januar 2000 durch zwei Briten, Jim Dexter und Mike Kendrick, aufgestellt worden, welche mit einem Lightship A-60 93 km/h schnell geflogen waren.
Im Frühjahr 2005 gab ZLT bekannt, einen Generationswechsel der Geschäftsführung vorzunehmen. Günter Schwenk war bereits im Jahr 2004 aus dem Unternehmen ausgeschieden. Im Sommer 2005 sollte dann Thomas Brandt als neuer Geschäftsführer ernannt werden, der bis dahin noch Geschäftsführer bei dem insolventen Flugzeugbauer Fairchild-Dornier war. Bernd Sträter sollte Brandt noch einige Monate einarbeiten, bevor auch dieser zum 30. Juni aus der Geschäftsführung ausschied und in den Ruhestand eintrat, der ZLT jedoch noch einige Jahre als Berater zur Seite stand.
Im Juni 2005 war ein NT auf der Luftfahrtmesse in Le Bourget stationiert, wo dieser auch Rundflüge anbot. An einem dieser Rundflüge nahm David Scott, Astronaut und Kommandant von Apollo 15 teil, welcher im Jahr 1971 auf dem Mond gelandet war. Dieser bezeichnete seinen Rundflug mit dem Zeppelin daraufhin mit den Worten: Just the walk on the moon was nicer.
Im Jahr 2007 war ein Zeppelin NT Teil des Kunstprojekts Insel Mainau: Szczesny 2007: Ein Traum vom irdischen Paradies, bei welchem der Künstler Stefan Szczesny die Bodensee-Insel zum künstlerischen Gesamtkunstwerk umgestaltete. Teil des Kunstwerkes war auch ein Zeppelin NT, welches mit zwei Frauenakten nach Szczesnys Vorgaben beklebt worden war.
Ein Zeppelin NT wurde im Jahr 2008 zu den Feierlichkeiten des hundertsten Jahrestags des Unfalls von Echterdingen eingesetzt. Bei diesem historischen Ereignis musste Ferdinand Graf von Zeppelin am 5. August 1908 in Echterdingen bei Stuttgart wegen technischen Problemen mit seinem Luftschiff LZ 4 notlanden, wobei sich dieses nach einigen Stunden losriss, es havarierte und durch Feuer vollkommen zerstört wurde. Durch eine Welle der Hilfsbereitschaft Tausender Schaulustiger entstand eine hohe Solidarität mit dem Grafen, welche in der Zeppelinspende des deutschen Volkes mündete. In Gedenken an dieses Ereignis flog ein NT am letzten Juliwochenende über der Unfallstelle von Echterdingen.
Ebenfalls im Jahr 2008, im Mai, sprang der Extremsportler Mike Küng mit einem Gleitschirm von einem fliegenden Zeppelin NT ab. Bekanntheit hatte Küng bereits zuvor erlangt, als er innerhalb der ehemaligen Luftschiffhalle der Cargolifter AG abgesprungen war.

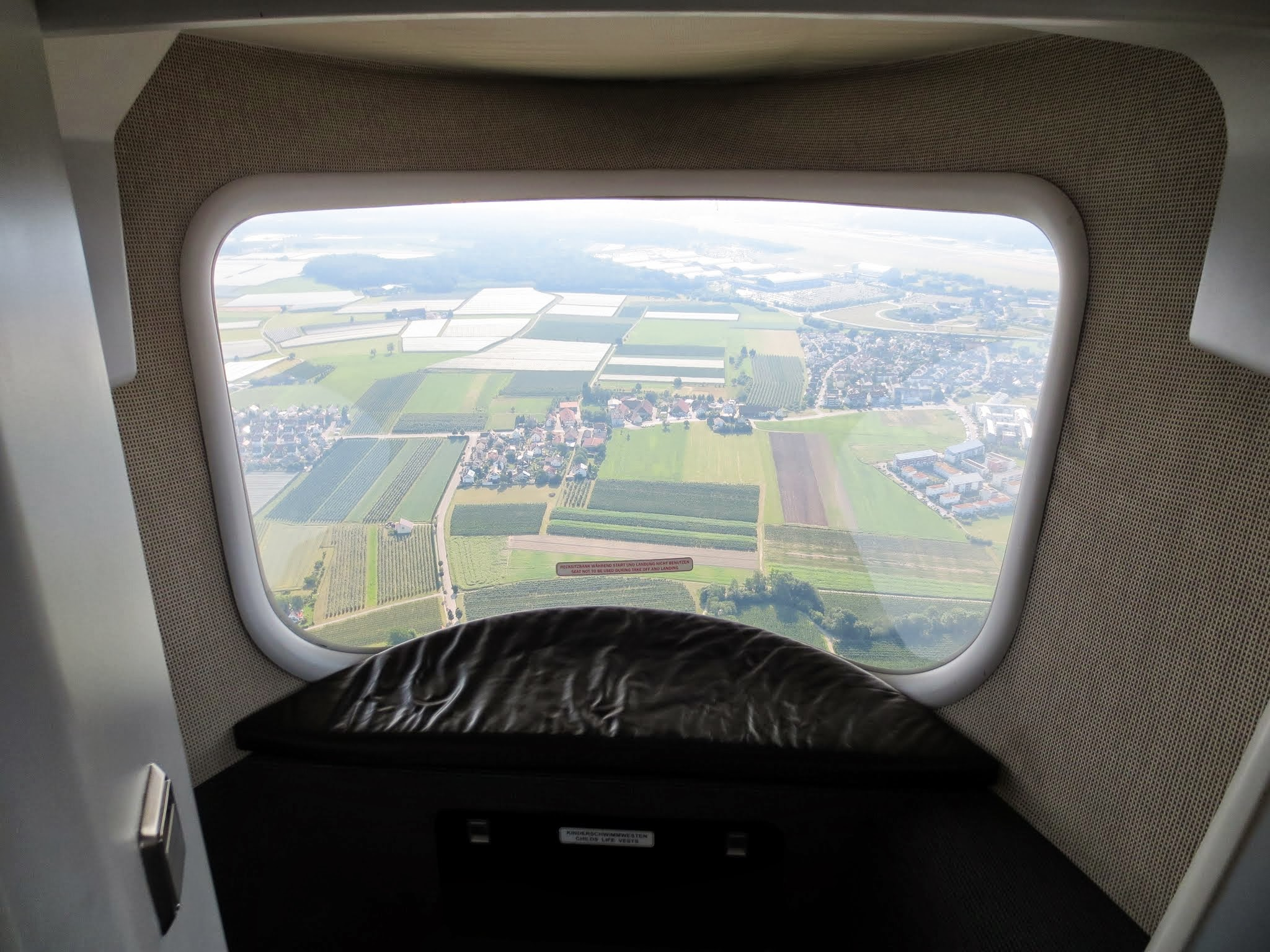
Heckfenster (mit kleiner Sitzbank)

Im Sommer 2008 wurde ein NT erstmals für sechs Wochen über der englischen Hauptstadt London eingesetzt. Es handelte sich hierbei um das vierte produzierte Luftschiff (SN 04), welches Station in England machte, bevor dieses auf einem Dockschiff nach Amerika überführt wurde. Ebenfalls im Sommer 2008 begann die Ausbildung der Engländerin Katharine Board zur Zeppelin-Pilotin, welche nach erfolgreicher Flugprüfung der erste weibliche Zeppelin-Pilot in der Luftfahrtgeschichte wurde.
Im März 2010 absolvierte der Zeppelin NT erstmals eine 24-Stunden-Fahrt. Bis dato verfügte das Luftschiff über ein Tankvolumen von 1100 Litern, was die Reichweite auf nur 900 Kilometer beschränkte. Um eine Reichweiten- und Flugzeitverlängerung durchführen zu können, wurde der Zeppelin NT mit einem sogenannten „Range Extender Kit“ ausgestattet. Hierbei werden innerhalb der Luftschiffgondel zwei Zusatztanks mit jeweils 700 l zusätzlichem Treibstoffvolumen installiert. Der erste Test mit diesem Zusatztanksystem führte über München, Nürnberg, Frankfurt zurück nach Friedrichshafen. Innerhalb von 24 Stunden und 40 Minuten wurden so 1450 Kilometer zurückgelegt. Auf Basis dieses neuen Tanksystems können zukünftig gar Missionen durchgeführt werden, welche eine Einsatzdauer bis zu 35 Stunden umfassen können.

### Einsatz und Verbleib der gebauten Luftschiffe

#### Verkauf der „Bodensee“ nach Japan und Rückkehr nach Friedrichshafen

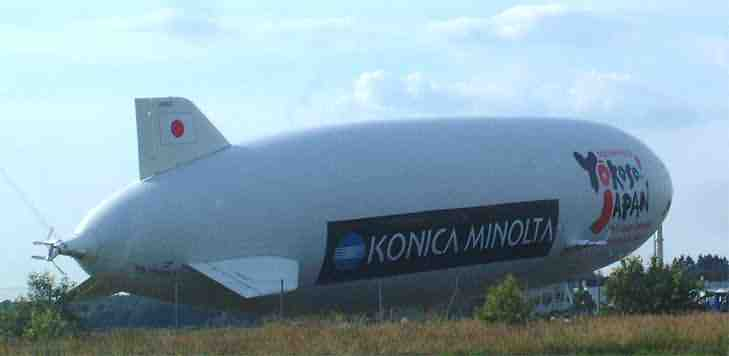
Der Zeppelin NT „Yokoso! Japan“ (ehemals „Bodensee“)

Am 2. März 2004 wurde erstmals ein Zeppelin NT verkauft. Käufer war das japanische Unternehmen Nippon Airship Corporation, ein Tochterunternehmen der Reederei Nippon Yusen Kaisha. Die Nippon Airship Corporation verfügte zum Zeitpunkt des Kaufs über 20 Mitarbeiter und hatte bis dahin in Japan vor allem Blimps des Typs SkyShip 600 eingesetzt. Nach dem Verkauf begann die Ausbildung der zukünftigen Piloten, nachdem die Deutsche Zeppelin-Reederei als erstes Unternehmen weltweit die Zulassung als Luftschiffflugschule erhalten hatte. Die Schulung der ersten drei Japanischen Mechaniker und drei Luftschiffpiloten war Anfang März 2004 abgeschlossen. Die Piloten hatten dabei 77 Flugstunden und 140 Starts und Landungen absolviert. Deren Fähigkeiten und Kenntnisse wurden abschließend sowohl von Vertretern der japanischen Zulassungsbehörde als auch vom deutschen Luftfahrt-Bundesamt geprüft. SN 02 D-LZZR „Bodensee“ wurde am 12. April 2004 an den Käufer übergeben. Dabei waren mehr als 300 Gäste anwesend. Der Schiffsname wurde von „Bodensee“ in JA101Z „Yokoso! Japan“ geändert, wobei Yokoso mit „Gastfreundschaft“ übersetzt werden kann. Der Verkaufspreis für das gebrauchte Luftschiff wurde der Öffentlichkeit zunächst nicht bekannt gegeben, später wurde ein Kaufpreis von knapp sieben Millionen Euro in der Presse genannt, wobei die Kosten für die Überführung vom Käufer zu tragen gewesen seien.

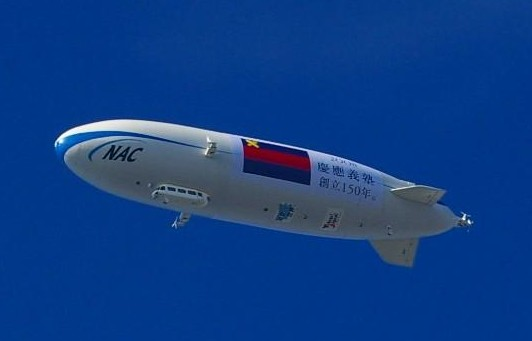
Der Zeppelin NT „Yokoso! Japan“ im November 2008

Ursprünglich war vorgesehen, die 15.000 Kilometer lange Überführung von Friedrichshafen nach Japan auf dem Luftweg durchzuführen. Der Zeppelin NT sollte dabei zunächst über verschiedenen europäischen Metropolen für die im Jahr 2005 in Japan stattfindende Weltausstellung werben und Ende Juni für finale Wartungsarbeiten nach Friedrichshafen zurückkehren. Anschließend sollte der NT der Weltfahrt-Route folgen, die das Luftschiff LZ 127 „Graf Zeppelin“ bereits 1929 während seiner Weltumrundung genommen hatte. Eingeplant waren ursprünglich 45 Zwischenstopps auf dem Weg nach Japan, wobei der Zeppelin NT am 19. August nahe Tokio landen sollte – auf den Tag genau 75 Jahre nachdem das Luftschiff LZ 127 „Graf Zeppelin“ dort 1929 vor hunderttausend Japanern landete.
Der NT startete schließlich am 4. Juli 2004 nach zweitägiger Verspätung infolge schlechten Wetters zur Überführung nach Japan. Schon Ende Juli war der Zeitplan jedoch vollkommen hinfällig geworden, indem das Luftschiff längst Moskau hätte überfliegen müssen, jedoch zu diesem Zeitpunkt wegen fehlenden Überflugsrechten für Russland längerfristig in Helsinki am Boden blieb. Zwar erhielt das Luftschiff nach fast fünfwöchiger Wartezeit in Nordeuropa eine Überfluggenehmigung. Jedoch stand der Einbruch des sibirischen Winters bevor, was den japanischen Besitzern als Flugbedingung zu unsicher erschien, sodass entschieden wurde, das Luftschiff zurück nach Friedrichshafen fliegen zu lassen. Am 19. September kehrte der NT nach Friedrichshafen zurück.
Mitte Oktober 2004 wurden durch die ZLT und den japanischen Käufer die Pläne für den zweiten Versuch der Überführung verkündet. Statt auf dem Flugweg wurde nun ein Transport per Hochseeschiff angekündigt. Am 11. November verließ das Luftschiff dann erneut die Werft in Friedrichshafen, um über Frankreich nach Süditalien zu fliegen. Der Zeppelin NT wurde am 7. Dezember im italienischen Containerhafen Gioia Tauro auf ein Dockschiff verladen, welches zwei Tage später in Richtung Japan aufbrach. Um auf das Transportschiff zu gelangen, wurde der Zeppelin an seinem Mastfahrzeug angekoppelt, auf das Schiff gezogen und dort mit diesem zusammen vertäut. Zuvor waren die Leitwerke und die seitlichen Luftschrauben abmontiert worden. Auf dem Schiff wurden auch die seitlichen Triebwerke des NT demontiert. Um das Luftschiff vor dem Seewetter, insbesondere dem Wind und der salzhaltigen Luft, zu schützen, wurden links und rechts vom Auftriebskörper vierstöckige Containerwände aufgestapelt. Die innere Tragstruktur wurde über Streben mit dem Schiff verbunden. Zwei Mechaniker der ZLT begleiteten den mehrwöchigen Transport an Bord des Frachtschiffes.
Das Schiff traf am 8. Januar 2005 in der japanischen Hafenstadt Kōbe ein. Am 14. Januar stieg der NT nach der Komplettierung zu einem Werkstattflug auf und wurde noch am selben Tag in die 240 Kilometer entfernte Stadt Nagoya überführt, in welcher das Luftschiff LZ 127 auf der Weltfahrt im Jahr 1930 ebenfalls bereits Station gemacht hatte. Gemäß den in Japan im Januar herrschenden Winterbedingungen wurden zum Zeitpunkt des Überführungsflug durch Meteorologen Schneefälle angesagt. Als das Luftschiff in Nagoya angekommen war und am Ankermast lag, standen permanent Tanks mit angewärmten Wasser bereit, um das Luftschiff bei einsetzendem Schneefall von diesem zu befreien.
Nachdem der NT einige Tage später von Nagoya nach Tokio überführt worden war, wurde das Luftschiff dort zunächst für Werbezwecke für den Hauptaktionär der Nippon Airship Corporation, der Reederei NYK-Lines, eingesetzt. Mitte März hatte das Luftschiff in Japan bereits 100 Flugstunden absolviert. Ab Mai 2005 wurden dann auch Werbeflüge und Flüge mit geladenen Gästen der Expo 2005 in der Präfektur Aichi durchgeführt. Obgleich der NT in Deutschland Ein-Mann-Betrieb zugelassen ist, wurde durch die japanische Luftfahrtbehörde festgelegt, dass der NT in Japan immer von zwei Piloten geflogen werden muss.

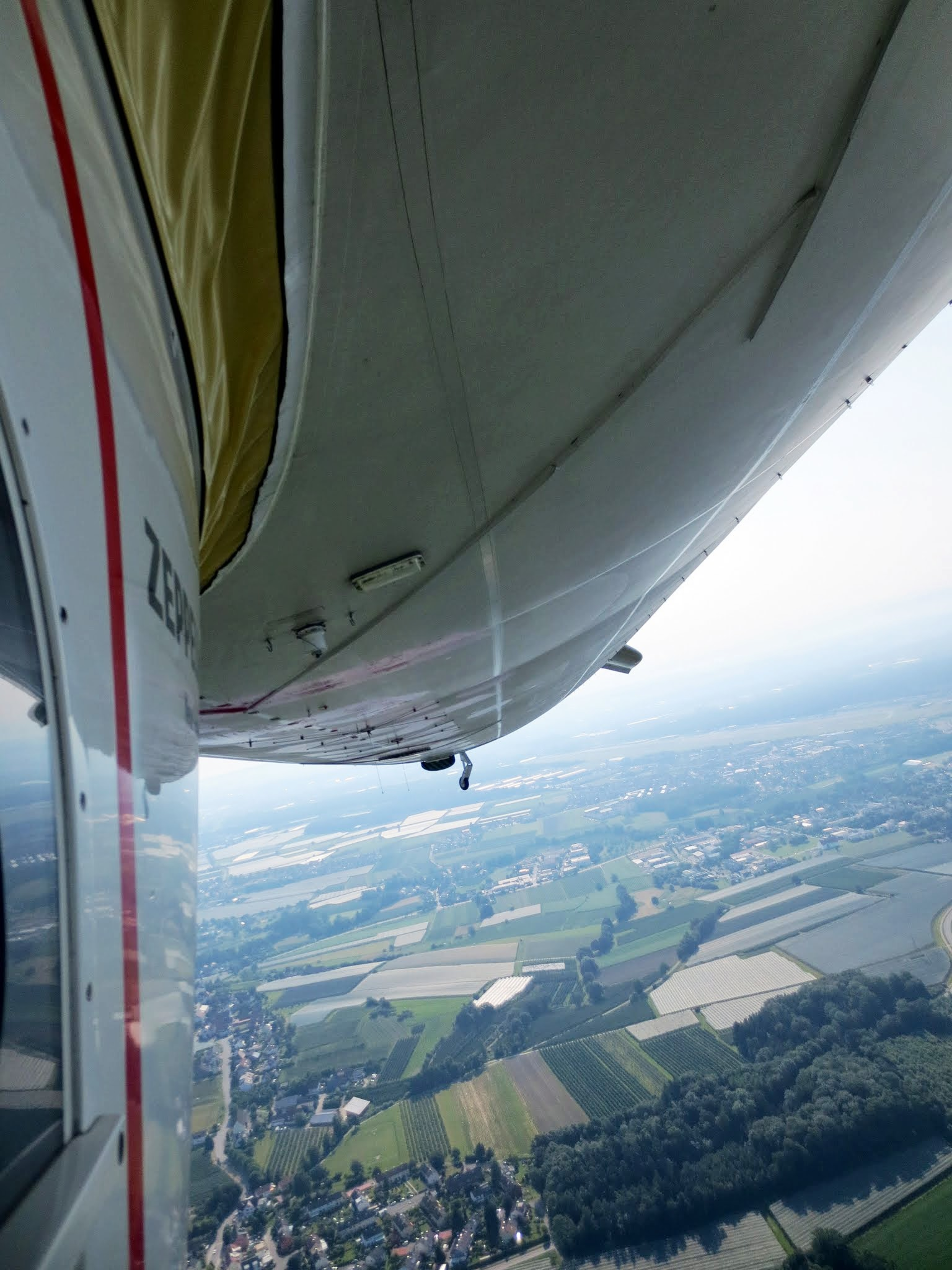
Außenansicht mit Blick auf das Heliumventil

Erst am 29. Juni 2007 wurde für den NT die Genehmigung für den kommerziellen Passagierbetrieb in Japan erteilt. Ab Ende des Jahres 2007 wurden von der NAC erste Passagier-Rundflüge über Tokio angeboten.
Unter anderem die geringen Passagierzahlen auf Grund der abgelegenen Lage des Landeplatzes eine Stunde außerhalb Tokios sowie die zuletzt fehlenden Werbepartner in der weltweiten Wirtschaftskrise veranlassten den zuletzt in Zahlungsschwierigkeiten geratenen Betreiber im Mai 2010 zur Einstellung des Flugbetriebs. In Japan wurde das Luftschiff schließlich durch ZLT-Techniker demontiert und nach Aussage von Thomas Brandt, dem ZLT-Geschäftsführer, „zu einem Bruchteil des Preises“ zurückgekauft.
Im zweiten Halbjahr 2010 wurde der NT in Frachtcontainern nach Friedrichshafen zurückgebracht. Anfang des Jahres 2011 wurden die Antriebseinheiten und Heliumventile überholt sowie die Passagiergondel aufgearbeitet. Im Verlauf des Jahres und in der ersten Bauphase wurde die Innenstruktur neu zusammengesetzt. Später wurden in das Luftschiff auch jene technische Verbesserungen eingebaut, welche in die Produktion des Luftschiffs mit der Seriennummer SN04 eingeflossen sind. Das Aufziehen der neuen Luftschiffhülle, welche aus Amerika bezogen wurde, begann im Dezember 2011 und dauerte ungefähr vier Wochen. Ende Februar 2012 waren die drei Leitwerke sowie die seitlichen Triebwerke installiert, worauf hin die Ingenieure an der elektrischen Verkabelung sowie an der Montage des Hecktriebwerks arbeiteten.
Am 2. Mai 2012 erfolgte der erste Werkstattflug des Zeppelin NT unter seinem alten Taufnamen „Bodensee“. Im Verlauf des Jahres wurde dieser mit verschiedensten Messinstrumenten bestückt und seither hauptsächlich für wissenschaftliche Einsätze verwendet. Da es sich bei dem „Bodensee“-Luftschiff nicht um einen Neubau, sondern um einen Wiederaufbau des Luftschiffs handelt, trägt das Luftschiff seit Abschluss der Rekonstruktionsphase die Seriennummer SN02R, wobei das „R“ für „Rebuild“ steht.
Vom 15. April 2013 an war der Zeppelin NT Bodensee für 11 Wochen für das Forschungszentrum Jülich von Friedrichshafen über Mainz-Finthen, Hildesheim, Lübeck, Schweden bis nach Jämijärvi in Finnland und wieder zurück nach Friedrichshafen unterwegs. Er sammelte in einer Luftschicht von 100 bis 1000 Meter Höhe Messdaten photochemischer Prozesse für das EU-Klimaforschungsprojekt Pegasos.

#### Diamantensuche in Afrika – letzter Einsatz der „Friedrichshafen“
Im Juli 2005 wurde durch die ZLT ein Vertragsabschluss mit Diamanten-Konzern De Beers bekanntgegeben. Bereits am 1. August 2005 brach der Zeppelin „Friedrichshafen“ in den Süden Afrikas auf, um für den Konzern De Beers geologische Formationen in Südafrika, Namibia und Botswana nach bisher unbekannten Rohstoffen und Diamanten zu überprüfen. De Beers hatte dafür mit der Zeppelin Luftschifftechnik GmbH (ZLT) einen Zweijahresvertrag für rund 5,5 Millionen Euro unterschrieben. Nachdem die Friedrichshafen mit Messgeräten bestückt worden war, welche anhand einer Messung der Anziehungskraft und des Magnetfelds geologischen Formationen unter der Erdoberfläche bestimmen können und damit Rückschlüsse auf Diamantenvorkommen zulassen, wurden die neu entwickelten Verfahren an Salzstöcken in Niedersachsen getestet. Um die Messgeräte überhaupt aufnehmen zu können, wurde das Luftschiff um rund 700 kg erleichtert, indem Teile der Kabine und auch zwei Ballonets ausgebaut wurden.
De Beers versprach sich durch die Arbeit mit dem Zeppelin NT insbesondere eine bessere Qualität der Daten, die durch die besonderen Eigenschaften von Luftschiffen ermöglicht wird. Diese können länger und vor allem vibrationsärmer in geringer Höhe (unter 100 m) schweben und sind dabei besser manövrierfähig als Flugzeuge, Hubschrauber oder Ballons. Bis dahin hatte der Konzern mit Cessna Flugzeugen und Hubschraubern die Gelände nach Edelsteinvorkommen abgesucht.
Die ZLT betrat durch diesen Einsatz ein neues Geschäftsfeld in der Erdbeobachtung. Schon vor dem Beginn des Einsatzes in Afrika wurde innerhalb der ZLT überlegt, das Luftschiff nach Ende der Vertragslaufzeit mit De Beers in Afrika zu belassen und dort für Rundflüge einzusetzen.
Die Reise nach Afrika verlief ähnlich wie die des Zeppelins, der nach Japan verkauft worden war. Das mit dem Schriftzug „Diamonds for Development in Africa“ versehene Luftschiff hob am 1. August 2005 in Friedrichshafen zu einem Überführungsflug nach Amsterdam ab. Dort traf es nach einem Tankstopp in Bonn am selben Tag ein und wurde auf das 160 m lange Dockschiff „Enterprise“ mit Ziel Südafrika verladen. Nach einer 22-tägigen Schiffsfahrt traf das Luftschiff in Kapstadt ein, konnte jedoch wegen des schlechten Wetters erst am 31. August entladen werden. Nach dem Zusammenbau wurde ein 50-minütiger Testflug durchgeführt. Anschließend wurde der Zeppelin mit den Messinstrumenten ausgestattet und begann seine Arbeit in Jwaneng, einer Minenstadt im Süden Botswanas. Die Erkundung erfolgte vor allem nachts, um den hohen Temperaturen und der starken Sonneneinstrahlung tagsüber zu entgehen. Nach Ablauf der ersten Einsatzmonate war De Beers hochzufrieden mit den Messergebnissen, welche qualitativ 200 Prozent besser als bisherige Daten gewesen seien.
Zu Beginn des Jahres 2006 war durch De Beers noch nicht entschieden, ob der Ende 2007 auslaufende Vertrag um die vorhandene Vertragsoption eines weiteren Jahres verlängert würde. Unternehmensvertreter gaben jedoch an, dass die mit dem Zeppelin gewonnenen Messdaten mittlerweile eine 7-fach bessere Qualität als vorherige Daten liefern würden. Durch den ZLT Geschäftsführer Brandt wurde jedoch zu diesem Zeitpunkt aus wirtschaftlichen Gründen kategorisch ausgeschlossen, dass der Zeppelin bei einem Vertragsende mit De Beers Ende 2007 zurück nach Deutschland überführt würde. Der in Afrika stationierte NT war zu diesem Zeitpunkt schon relativ nah an der maximalen Betriebsdauer von 12.000 Flugstunden angekommen, sodass der NT Tourismusflüge durchführen solle und am Ende seiner Einsatzzeit vor Ort demontiert würde. Mitte des Jahres 2006 war der NT in der Region der Kalahari-Wüste stationiert. Der Zeppelin hatte bis dahin bereits 800 Flugstunden in Afrika abgeleistet, wobei die Einsätze nach wie vor überwiegend nachts in Achtstundeneinsätzen an sieben Tagen in der Woche stattfanden. Da die Temperatur in der Wüste in der Wintersaison im südlichen Afrika auf bis zu null Grad Celsius sinken kann, wurde in der Kabine des NT eine Heizung installiert.
Im Januar 2007 flog der Zeppelin nach Gaborone/Botswana, um sich in einer eigens errichteten Halle der fälligen Jahresinspektion zu unterziehen. Bis dato war der NT 15 Monate fast ununterbrochen im Einsatz. Während der Wartungsarbeiten mussten an den Tragstrukturen des NT insbesondere zwei Träger ausgetauscht werden. Gleichzeitig wurde bekannt, dass De Beers Interesse an dem im Bau befindlichen vierten NT bekundete, um das Luftschiff für Diamantensucheinsätze in Kanada einzusetzen. Ähnlich wie die „Friedrichshafen“ wollte der Konzern das vierte Schiff jedoch erneut nur für drei Jahre leasen, anstatt das Schiff käuflich zu erwerben. Innerhalb der ZLT wurde diese Anfrage eher kritisch beurteilt, da durch den Abschluss eines Leasingvertrages die notwendigen liquiden Mittel für die Konstruktion des fünften Luftschiffs fehlen würden.
Am 20. September 2007 wurde der Zeppelin in Sekoma/Botswana mittags am Ankermast im geparkten Zustand durch eine Windhose schwer beschädigt – genau zehn Jahre und zwei Tage nach dem Erstflug dieses ersten Zeppelin NT, und zwei Monate vor Ende des Vertrages mit De Beers. Die Windhose hatte das Schiff über den Ankermast gehoben und anschließend das Heck auf den Boden geschleudert. Das vorschriftsmäßig an Bord befindliche Mitglied der Mannschaft kam mit leichten Verletzungen davon. Nachdem ein Expertenteam die Beschädigungen am Zeppelin NT „Friedrichshafen“ begutachtet und für irreparabel befunden hatte, wurde die Demontage des Zeppelins beschlossen. Einige nicht beschädigte Teile wurden per Schiff zurück nach Deutschland transportiert und später als Ersatzteile verwendet. Bis zu dem Unfall hatte das Luftschiff insgesamt 3.306 Flugstunden absolviert.

#### Verkauf eines Luftschiffs in die USA und Rückkehr nach Friedrichshafen

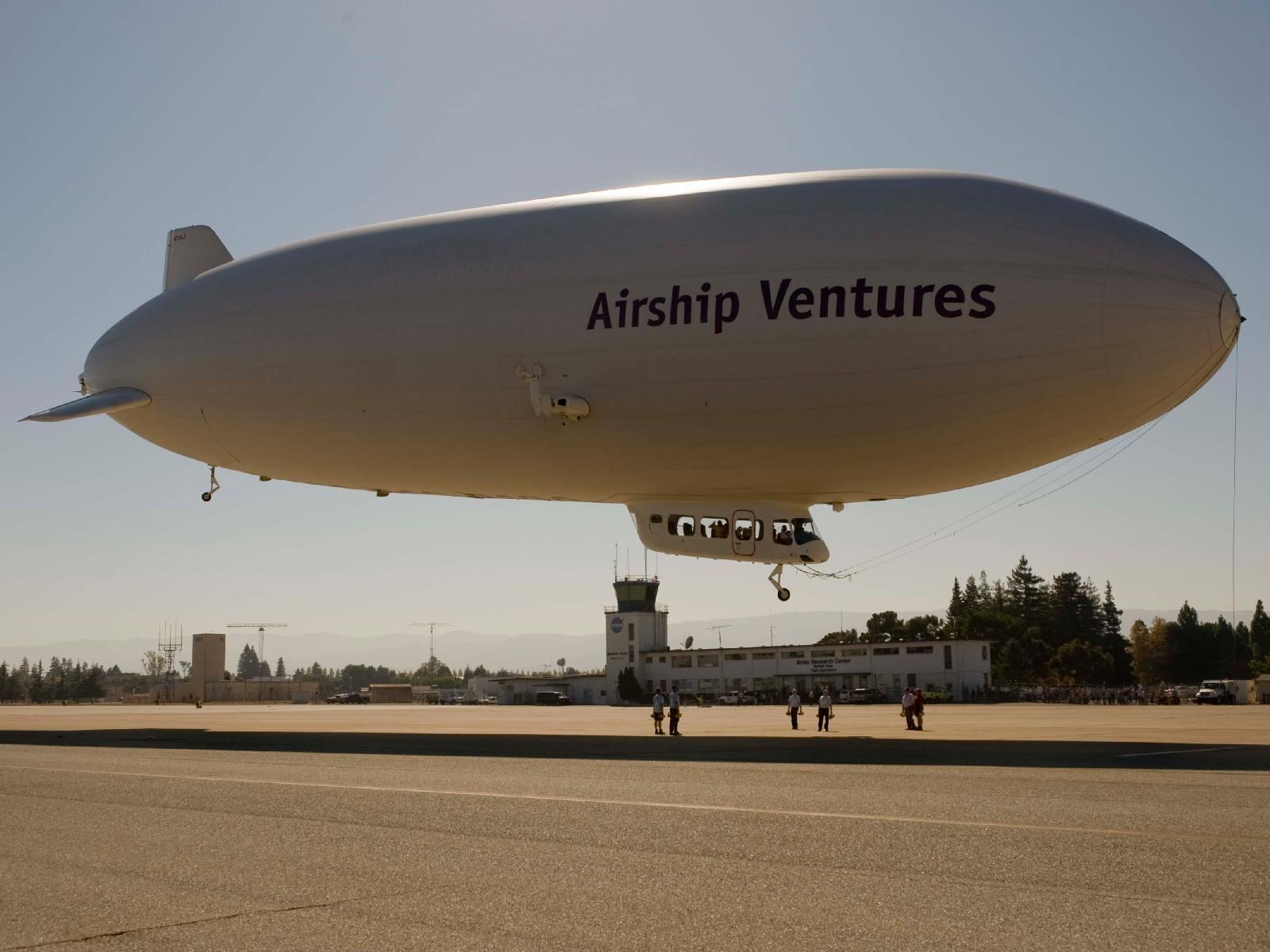
Der vierte Zeppelin NT bei seiner Ankunft auf dem Moffet-Flugfeld

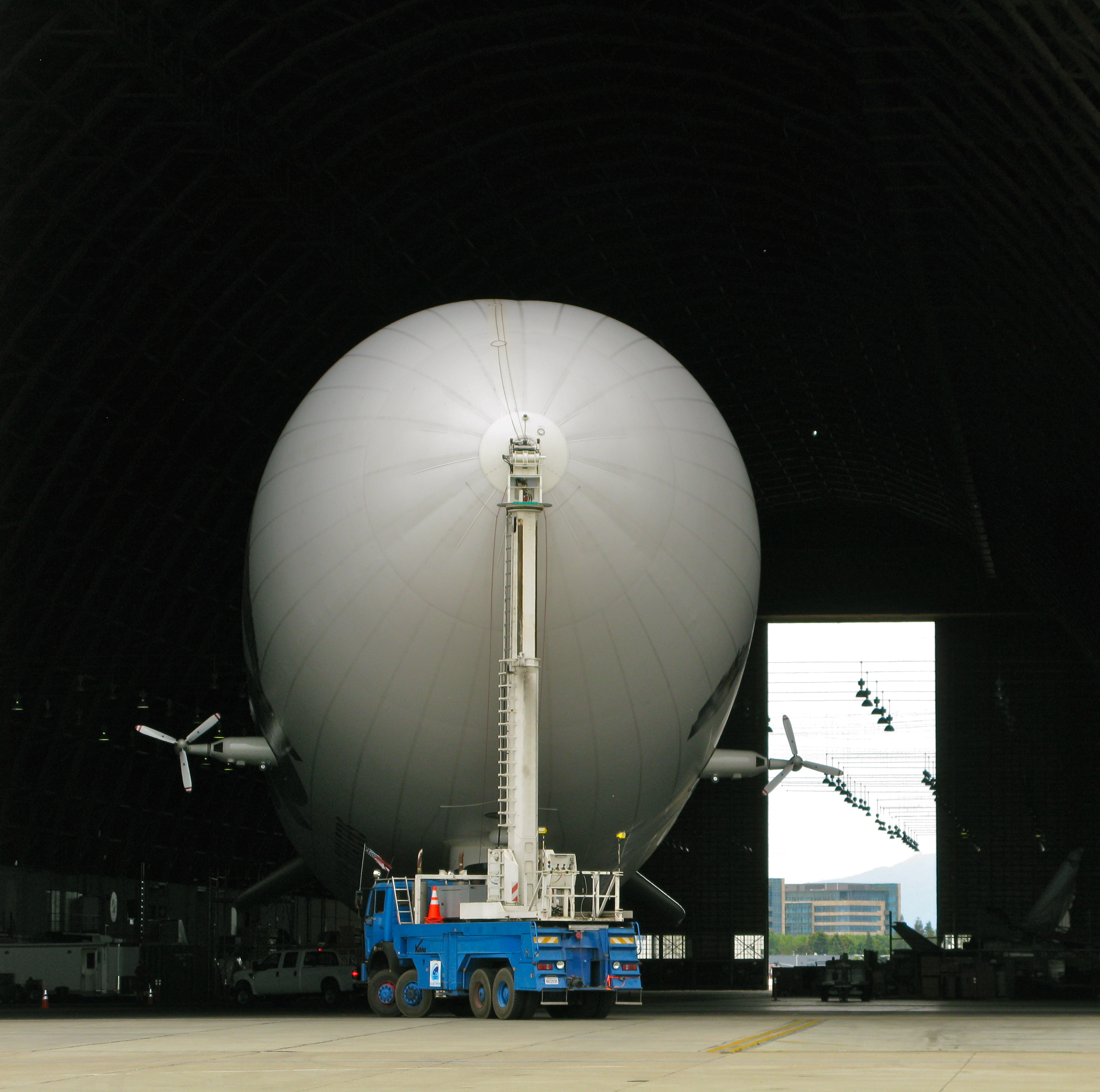
Der in Kalifornien stationierte Zeppelin NT auf dem Weg in den Hangar

Am 23. Januar 2006 gab die ZLT bekannt, dass die Baufreigabe für ein viertes Luftschiff vom Typ NT 07 erteilt worden sei, welches ab Ende des Jahres produziert werden solle. Den Ausschlag für die Bauentscheidung gegeben hatte zu diesem Zeitpunkt eine hohe Nachfrage nach Zeppelin-Rundflügen über der Bodenseeregion, welche mit nur noch einem von der DZR betriebenen Luftschiff nicht mehr bedient werden konnten. Bekanntgegeben wurde durch die ZLT auch, dass durch technische Weiterentwicklungen die maximale Lebensdauer des NT mehr als verdoppelt werden konnte. Die ersten drei Modelle waren ursprünglich für maximal 12.000 Betriebsstunden ausgelegt. Der neue vierte Typ wurde dann für maximal 25.000 Betriebsstunden ausgelegt. Ursprünglich vorgesehen war, diesen vierten Zeppelin ab der Flugsaison 2008 von der hauseigenen DZR für Flüge über dem Bodensee einzusetzen.
Entgegen diesen ersten Planungen wurde der vierte Zeppelin im Juni 2007 von dem neu gegründeten US-amerikanischen Unternehmen Airship Ventures, Inc. gegen Zahlung einer Anzahlung reserviert. Als Kaufpreis für das Luftschiff, die erste Heliumfüllung, das Mastfahrzeug sowie die Pilotenausbildung wurden 10 Millionen Euro genannt. Nachdem Airship Ventures in der Folge sechs Investoren gewinnen konnte, welche genügend Eigenkapital zur Unternehmensgründung zur Verfügung stellten, wurde der Kaufvertrag Anfang Mai 2008 von der ZLT und Airship Ventures unterzeichnet.
Von produktionstechnischer Seite waren bereits Mitte April 2008 die Motoren an das Luftschiff montiert. Die erste Füllung des Luftschiffs mit Helium fand Mitte Mai statt. Der Jungfernflug dieses vierten Schiffs fand dann am 21. Mai 2008 mit dem Kennzeichen D-LZNT statt. Nach rund 30 Testflugstunden erfolgte wenig später auch die Musterzulassung durch die US-Luftfahrtbehörde (FAA).
Die Überführung des Luftschiffes nach Amerika erfolgte, wie schon bei der „Bodensee“ nach Japan und der „Friedrichshafen“ nach Afrika, auf einem sogenannten Dockschiff. Zunächst flog SN 04 nach England und wurde für sechs Wochen über London für Werbezwecke und zu Tourismusrundfahrten eingesetzt. Nach der Verschiffung auf der Combi Dock I in Hamburg traf der Zeppelin nach einer 15-tägigen Seereise am 14. Oktober 2008 in Beaumont (Texas) in USA ein, von wo aus er später nach Kalifornien überführt wurde.
Bis November 2012 wurde das Luftschiff in Kalifornien unter dem Namen „Eureka“ mit dem Kennzeichen N-704LZ vom Moffett-Flugfeld aus für Passagierrundflüge eingesetzt. Im Passagierbetrieb wurde er häufig für Rundflüge über die San Francisco Bay, Monterey Bay sowie für Fahrten ins nordkalifornische Napa Valley, über das Silicon Valley sowie entlang der kalifornischen Küste verwendet. Daneben wurde Eureka auch für Forschungszwecke eingesetzt, wie beispielsweise im Mai 2012, als Wissenschaftler mit dem Zeppelin NT nach Stücken eines Meteoriten suchten, welcher am 22. April 2012 südwestlich von Reno mit einer deutlich wahrnehmbaren Lautstärke und grellen Lichterscheinung die Sierra Nevada erschütterte.
Nachdem im November 2012 ein Werbevertrag mit einem großen Versicherungskonzern ausgelaufen war, musste Airship Ventures den Geschäftsbetrieb aufgrund mangelnder Wirtschaftlichkeit einstellen. Erschwerend kam hinzu, dass der Preis für das Traggas Helium seit der Aufnahme des Geschäftsbetriebs binnen vier Jahren auf das Elffache angestiegen war. Bis zur Einstellung des Betriebs hatte das Luftschiff etwa 4000 Flugstunden absolviert und dabei über 20.000 Passagiere befördert. Mitglieder der Zeppelin Luftschifftechnik Geschäftsführung, welche kurz vor Bekanntgabe der Geschäftseinstellung nach Kalifornien reisten, teilten der Presse mit, dass das Luftschiff nun demontiert und zurück nach Friedrichshafen transportiert werden solle. Interessanterweise war der Presse zu diesem Zeitpunkt erstmals zu entnehmen, dass das Eureka-Luftschiff niemals verkauft, sondern nur verleast worden war. Entgegen früheren Ankündigungen von Airship Ventures und ZLT wurde das Luftschiff dabei für einen Systempreis von 8,5 Millionen Euro geleast.

#### Verkauf von drei NT-Luftschiffen Version LZ N07-101 an Goodyear
Anfang 2011 bestellte die Goodyear Tire & Rubber Company für rund 44 Millionen Euro drei Zeppelin NT LZ N07 in der Version LZ N07-101, so dass die Produktionsnummern 5 bis 7 an Goodyear geliefert wurden. Gegenüber der bisherigen Version LZ N07-100 wurde ein neues Displaysystem im Cockpit und eine LED-Leuchtwerbung entwickelt, welche später auch in allen weiteren Luftschiffen zum Einsatz kommen sollte. Die Endmontage erfolgte in Goodyears Luftschiffstützpunkt am Wingfoot Lake bei Akron. Am 17. März 2014 um 09:55 Uhr fand der Erstflug statt. Die weiteren Luftschiffe wurden bis zum Jahr 2017 gebaut und in Dienst gestellt. Goodyear plante, die Luftschiffe zu Werbezwecken und zur Übertragung von Fernsignalen bei Großveranstaltungen einzusetzen. Auch die ZLT verwies in Pressemitteilung darauf, dass der Zeppelin NT für bis zu 15 Personen zugelassen ist.
Im Juli 2012 zertifizierte die europäische Flugsicherheitsbehörde EASA die Produktionsstätte und geplanten Produktionsprozesse Goodyears am Standort Wingfoot Lake. Diese Begutachtung war nötig geworden, da die ZLT zwar einen zertifizierten Herstellerbetrieb darstellt, jedoch die Endmontage zukünftig an einem neuen Standort durchgeführt werden soll.
Die ersten technischen Elemente in Form von 21 Längsträgern und Aluminium-Track-Strukturteilen wurde Mitte August 2012 in Friedrichshafen in Container verladen und dann von Bremerhaven nach New York verschifft.
Die Hülle des ersten für Goodyear bestimmten Luftschiffs war Mitte März 2013 bereits montiert. Parallel kündigte Goodyear an, in Akron mit der Endmontage des ersten Luftschiffs zu beginnen. Nach aktuellem Planungsstand soll die reine Montage und Installation von Avionik und Flugkontrollsystemen sieben Monate Zeit in Anspruch nehmen. Der Erstflug erfolgte Mitte März 2014, die Typzertifizierung mit der amerikanischen Flugsicherheitsbehörde FAA sowie die Ausbildung von Piloten erfolgen nun (Stand 2014) nach und nach.

#### Verkauf an Airship Paris
Mitte Oktober 2012 wurden die Pläne des neu gegründeten Unternehmens Airship Paris der Öffentlichkeit bekanntgegeben. Das in Frankreich ansässige Unternehmen beabsichtigte, ein Zeppelin-NT-Luftschiff zu bestellen und anschließend über Paris einzusetzen. Zur öffentlichen Bekanntgabe hatte das Unternehmen jedoch erst eine Anzahlung in Höhe von 250.000 Euro auf den System-Kaufpreis von 16,8 Millionen Euro geleistet, da das Unternehmen die Finanzierung noch nicht abgeschlossen hatte. Wäre die Finanzierung durch Investoren vollständig gewesen und hätte das Unternehmen den Neubau eines NT in Auftrag geben, wäre nach Angaben der ZLT die Lieferung erst im Jahr 2015 erfolgt.
Damit Airship Paris schon ab dem Jahr 2013 Tourismusflüge hätte anbieten können, wäre das Luftschiff „Bodensee“ nach Frankreich ausgeliehen worden, das zu der Zeit für das Forschungszentrum Jülich diverse Forschungsaufträge durchführte.

### Wirtschaftlichkeit
Der operative Zeppelin-Betrieb ist nach Aussage des ZLT-Vorstands Brandt nur im tatsächlichen Flugbetrieb wirtschaftlich rentabel. Der Bau und die Entwicklung des Luftschiffes als solches lassen sich über den Flugbetrieb jedoch nicht amortisieren, sodass das Zeppelin-NT-Projekt bei integrierter Betrachtung von Entwicklung und Betrieb nicht alleine wirtschaftlich tragfähig wäre. Die Finanzierung war also nur über die Zeppelin-Stiftung möglich.

#### Saisonbilanzen
- 15. August 2001 erster Passagierflug. Bis Jahresende 2001 wurden mit den beiden ersten Schiffen 3222 Passagiere befördert.[137]
- Bis Mitte April 2003 waren insgesamt 12.500 Passagiere befördert;[138] Am 3. Dezember 2003 endete offiziell die Flugsaison des Jahres 2003. Während dieser wurden knapp 17.000 Passagiere befördert, womit seit Aufnahme des Flugbetriebs gut 29.000 Personen befördert worden waren.[139]
- Bis zu ihrem Verkauf im März 2003 hatte die „Bodensee“ 2.600 Flugstunden absolviert.[72]
- 2005 wurden 10.400 Passagiere befördert, fünf Prozent mehr als im Jahr 2004.[140]
- In der Saison 2006 wurden mit dem verbliebenen Luftschiff SN03 von der Deutschen Zeppelin-Reederei 8991 Passagiere befördert. Das Schiff leistete 1050 Flugstunden. Die Gesamtpassagierzahl seit 2001 betrug 58.741. Das in Afrika eingesetzte Luftschiff „Friedrichshafen“ leistete 2006 901 Flugstunden.[141]
- Zum Ende der Flugsaison 2007 betrug die Gesamtflugdauer aller drei Zeppeline 8179 Stunden, und es waren 73.000 Passagiere befördert worden. SN01 Friedrichshafen leistete 2007 bis zu seinem Ende 326 Stunden. SN02 in Japan war 350 Stunden in der Luft. Die am Bodensee stationierte SN03 leistete 1.174 Flugstunden und beförderte dabei 12.050 Passagiere.
- Bis Ende Juli 2008 wurden durch die DZR 14.000 Flugstunden absolviert,[142] und bis Ende August sind über 85.000 Passagiere transportiert worden. 12.000 davon allein im Jahr 2008.[143]
- Im Jahr 2009 beförderte die DZR 12.600 Passagiere, zudem gab das Unternehmen an, seit Aufnahme des Flugbetriebes über 95.000 Passagiere transportiert zu haben.[144]
- Im Juni 2010 wurde der 100.000 Passagier bei der DZR befördert.[145] Während des gesamten Jahres 2010 wurden insgesamt 12.333 Passagiere befördert. Seit dem Jahr 2001 wurden durch die DZR damit 108.069 Passagiere empfangen.
- Bis Mitte August 2011 wurden insgesamt 117.500 Passagiere durch die DZR befördert.[146] Während der Saison 2011 wurden 12.435 Passagiere über dem Bodensee transportiert.[147]
- Saisonbilanz 2012: 11.000 Passagiere
- Saisonbilanz 2013: mehr als 12.000 Passagiere
- Saisonbilanz 2014: 16.000 Passagiere
- Saisonbilanz 2015: 22.500 Passagiere
- Saisonbilanz 2016: 20.000 Passagiere
- Saisonbilanz 2017: 24.000 Passagiere[148]
- Saisonbilanz 2018: 24.700 Passagiere, zwei Zeppeline NT, Rundflüge ab Friedrichshafen, in Prag, München, Hannover und im Rheinland. Flugsaison vom 9. März bis 11. November 2018.[149]
- Saisonbilanz 2019: 22.000 Passagiere

## Technik

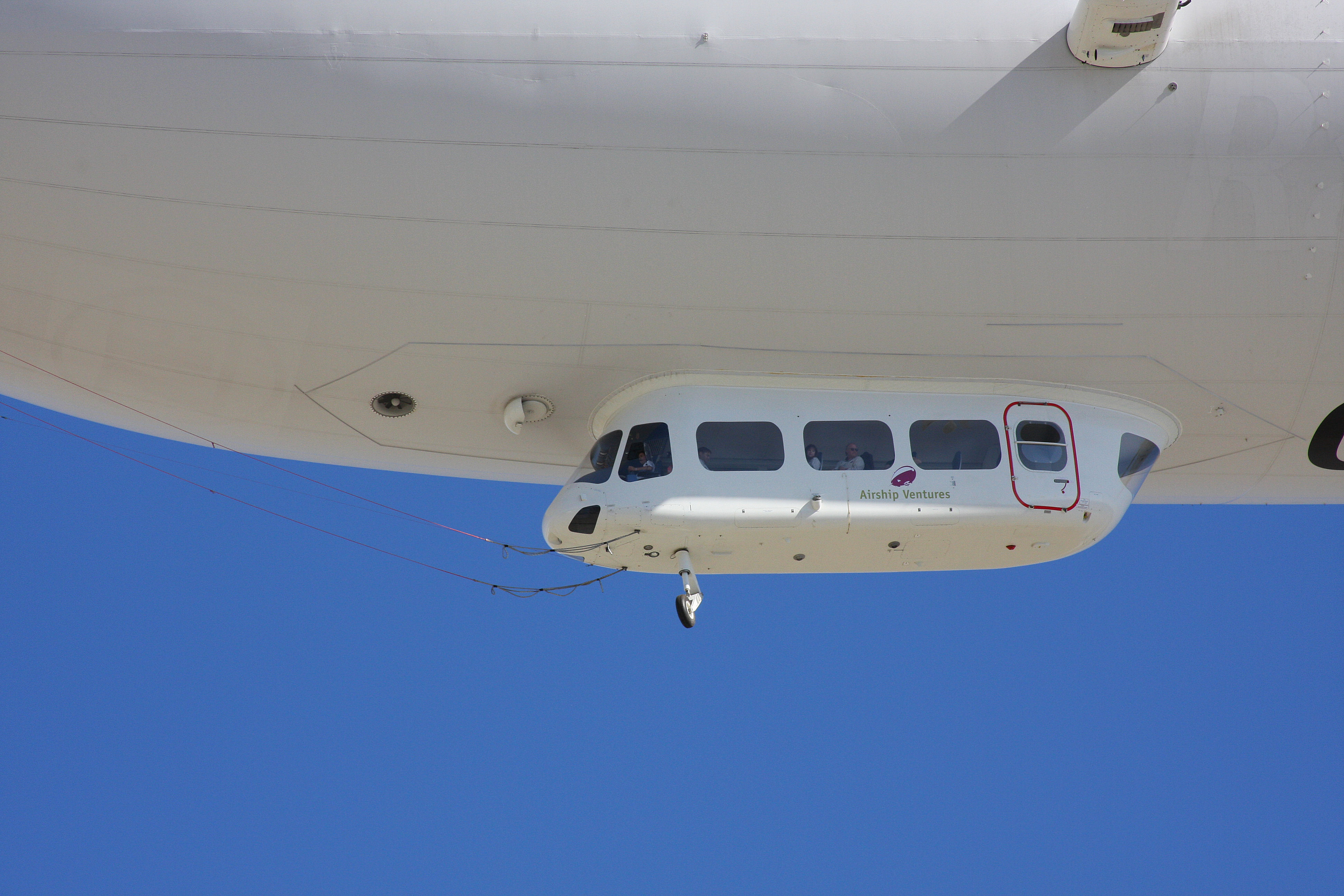
Gondel des Zeppelin NT

### Technische Daten
| Kenngröße                        | LZ N07-100 | LZ N07-101 |         |
| -------------------------------- | --- | --- | ------- |
| Generelle Charakteristika        | | |         |
| Mindestbesatzung                 | 1 Pilot | 1 Pilot |         |

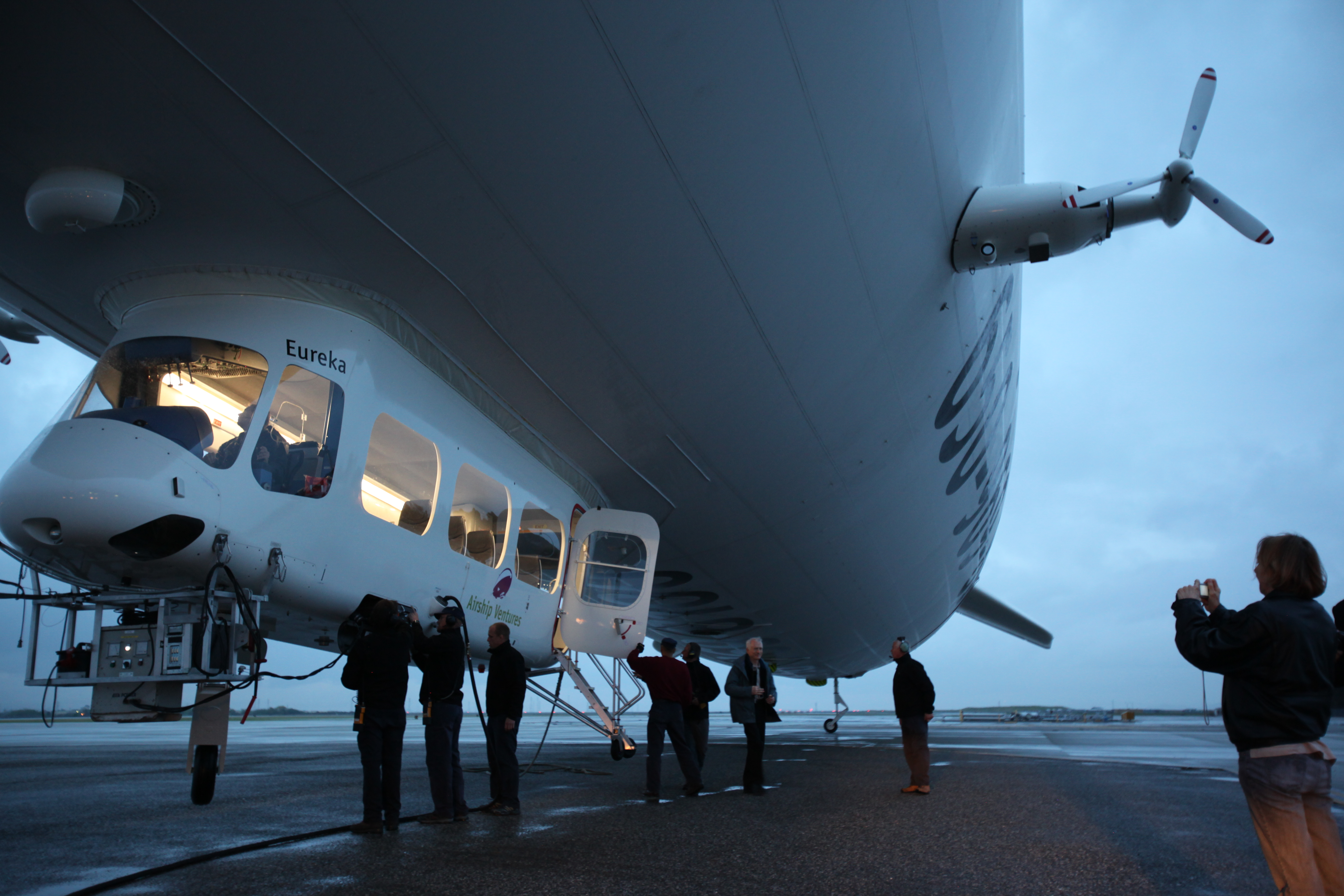
Bodenpersonal bei der Arbeit

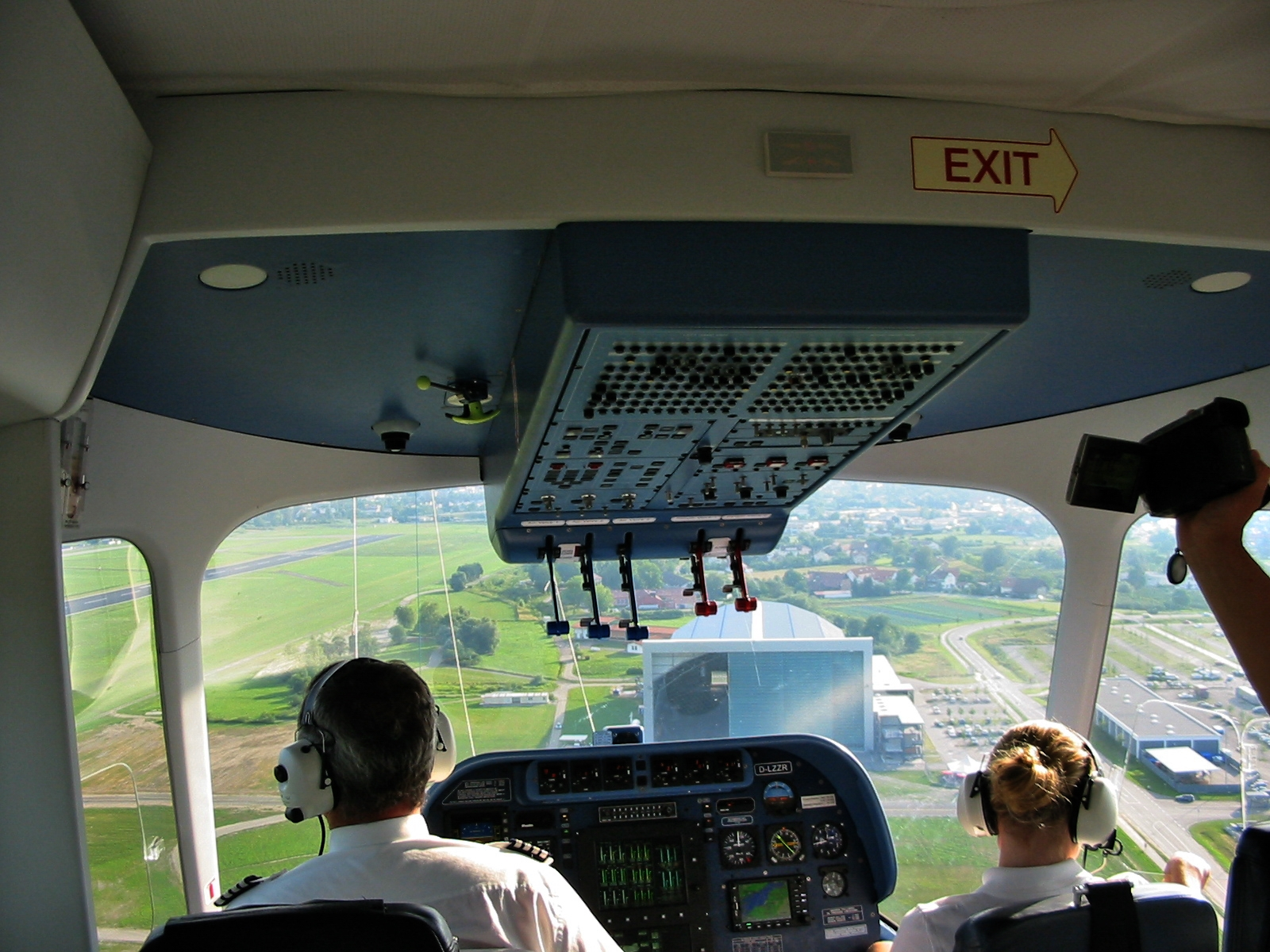
Das Cockpit

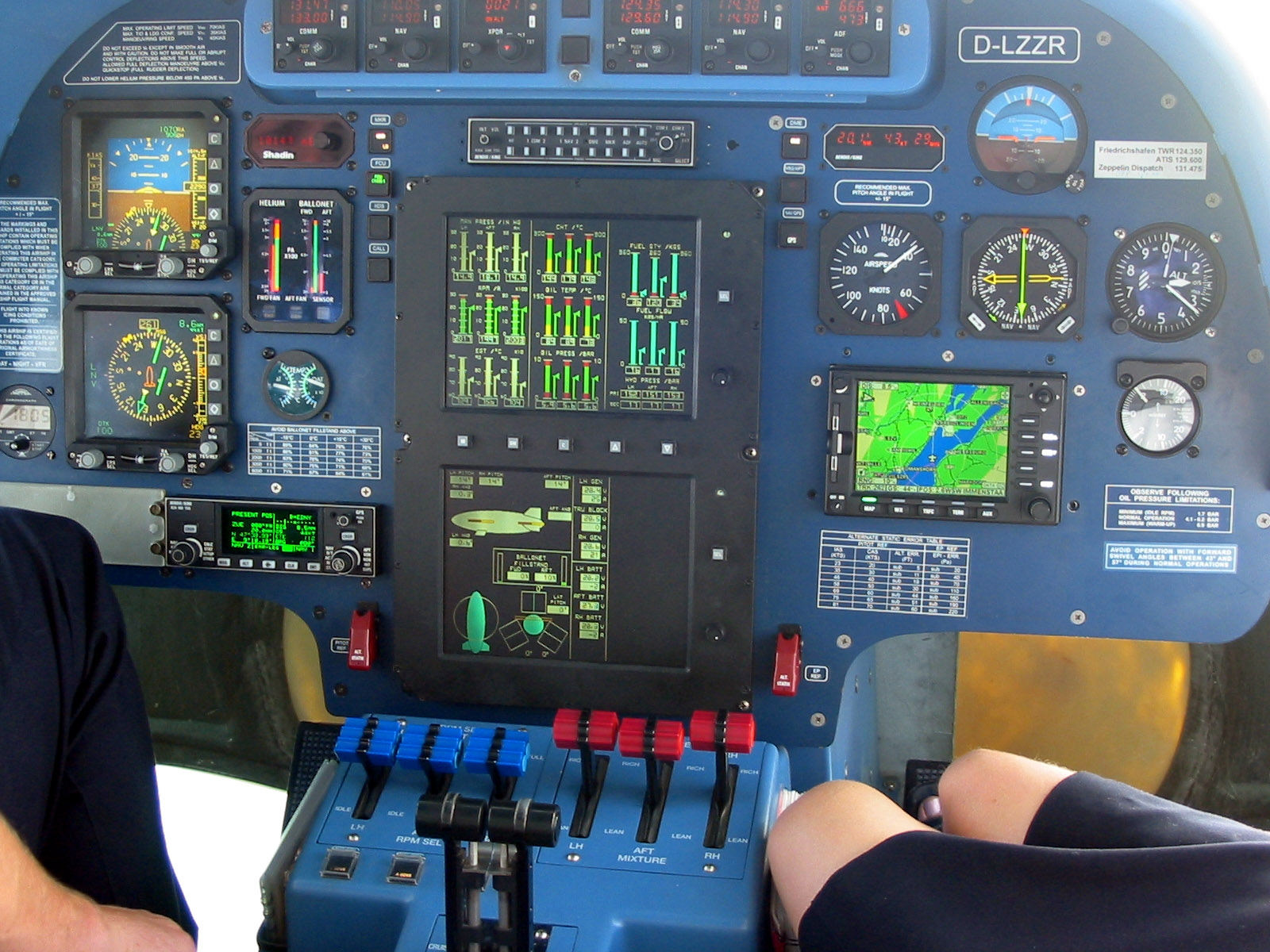
Die Instrumententafel im Cockpit

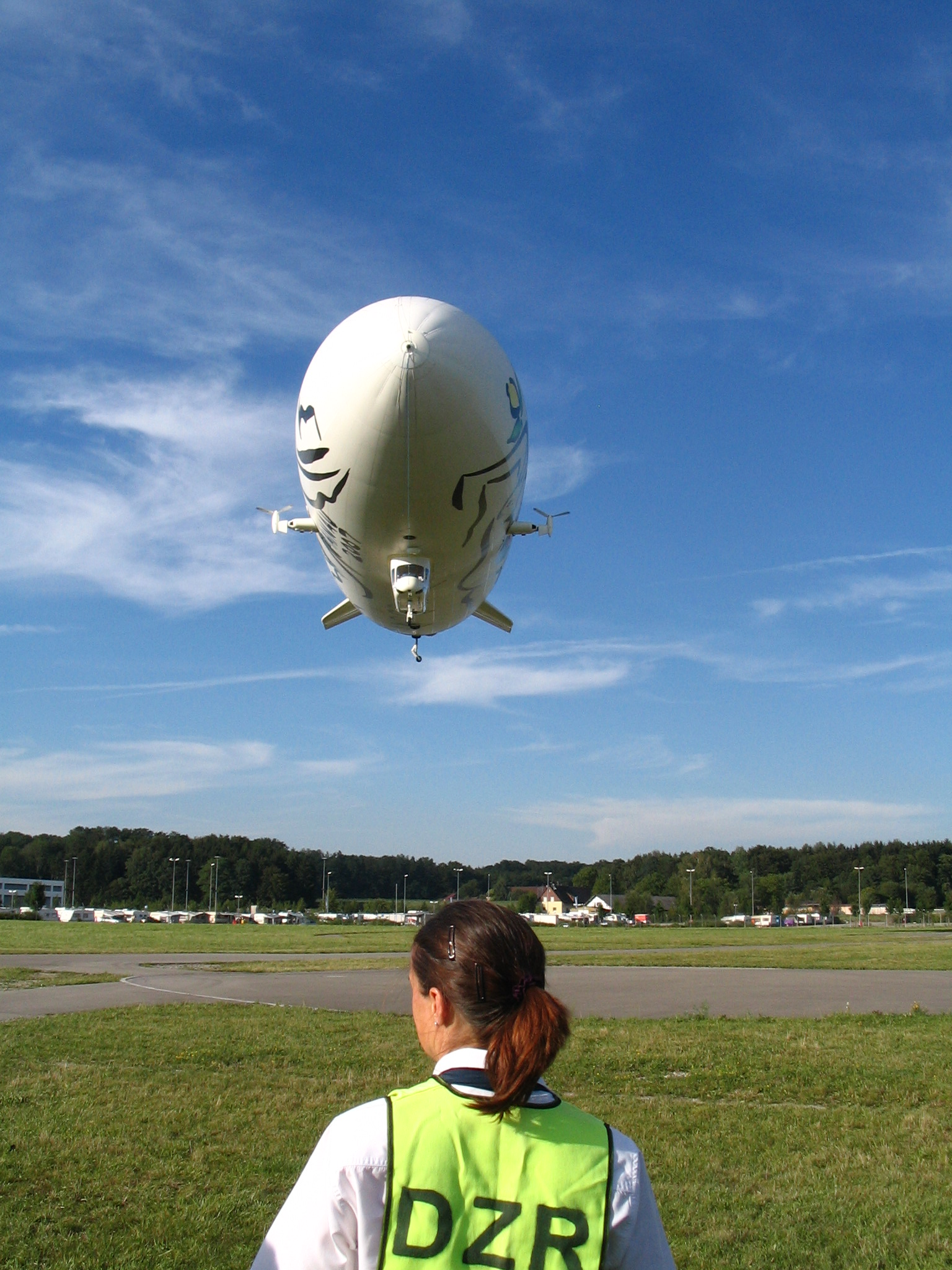
Landeanflug eines NT

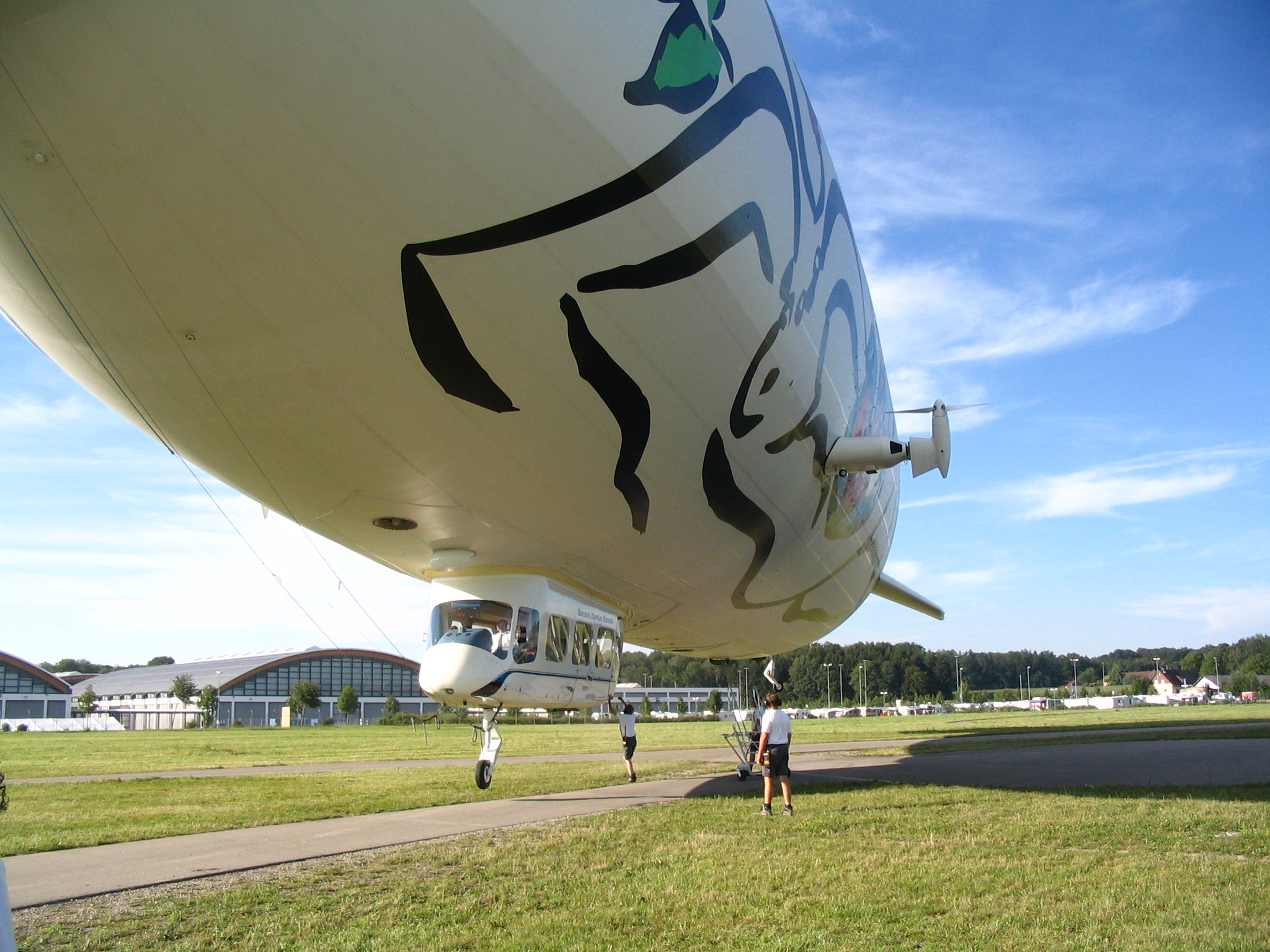
Landung eines NT

| Kapazität (zugelassen)           | 15 Insassen (2 Pilotensitze + 13 Passagiersitze), oder 17 Insassen (2 Pilotensitze + 15 Passagiersitze) nach Umrüstung der MSN002 & MSN004       | 17 Insassen (2 Pilotensitze + 15 Passagiersitze)                                                                                                 |         |
| Länge                            | 75,1 m | 75,1 m |         |
| Durchmesser                      | 14,2 m | 14,2 m |         |
| Breite (maximal)                 | 19,5 m | 19,5 m |         |
| Höhe                             | 19,4 m (17,5 m mit beiden Fahrwerken am Boden)                                                                                                   | 19,4 m (17,5 m mit beiden Fahrwerken am Boden)                                                                                                   |         |
| Traggas                          | Helium (mit einem Gasdruck zwischen 300 Pa minimum und maximal 600 Pa)                                                                           | Helium (mit einem Gasdruck zwischen 300 Pa minimum und maximal 600 Pa)                                                                           |         |
| Hüllenvolumen                    | 8450 m³ | 8425 m³ |         |
| Ballonetvolumen (fwd)            | 600 m³, oder 410 m³ (Option B10/20/30/50) | 600 m³, oder 410 m³ (Option B10/20/30/50) |         |
| Ballonetvolumen (aft)            | 1600 m³, oder 1065 m³ (Option B20), oder 1340 m³ (Option B30), oder 815 m³ (Option B50)                                                          | 1600 m³, oder 1065 m³ (Option B20), oder 1340 m³ (Option B30), oder 815 m³ (Option B50)                                                          |         |
| Maximale statische Leichtigkeit  | −200 kg | −200 kg |         |
| Ballonetanteil                   | 20,8 % | 20,8 % |         |
| Hüllenoberfläche                 | 2630 m² | 2630 m² |         |
| Auftriebszentrum (Buoyancy)      | 34,15m hinter dem Bug | 34,15m hinter dem Bug |         |
| Werbeoberfläche                  | ca. 2.000 m² | ca. 2.000 m² |         |
| Maximales statisches Gewicht     | 400 kg Abflug und Landung 500 kg im Flug | 400 kg Abflug und Landung 500 kg im Flug |         |
| Bruttogewicht (Max. Abflugmasse) | | 8050 kg | 8050 kg |
| Triebwerke                       | 3 Textron-Lycoming IO-360-C1G6 | 3 Textron-Lycoming IO-360-C1G6 |         |
| Propeller (Vectored thrust)      | 3 Hoffmann HO-V373()-D 2,7 m Holz/Composit-Dreiblattpropeller                                                                                    | 3 Hoffmann HO-V373()-D 2,7 m Holz/Composit-Dreiblattpropeller                                                                                    |         |
| Propeller (Lateral thrust)       | 1 Hoffmann HO-V123F-0GV 2,2 m Holz/Composit-Dreiblattpropeller                                                                                   | 1 Hoffmann HO-V123F-0GV 2,2 m Holz/Composit-Dreiblattpropeller                                                                                   |         |
| Kraftstoff                       | AVGAS 100LL | AVGAS 100LL |         |
| Tankvolumen                      | Linker Triebwerkstank 420 l Rechter Triebwerkstank 420 l Hinterer Triebwerkstank 320 l mögliche Einrüstung eines „Range Extender Kit“ mit 2500 l | Linker Triebwerkstank 420 l Rechter Triebwerkstank 420 l Hinterer Triebwerkstank 320 l mögliche Einrüstung eines „Range Extender Kit“ mit 2500 l |         |
| Leistungsdaten                   | | |         |
| Höchstgeschwindigkeit (VNE)      | 130 km/h | 130 km/h |         |
| Manövergeschwindigkeit (Va)      | 83 km/h | 83 km/h |         |
| Dienstgipfelhöhe                 | 3048 m | 3048 m |         |
| Kabinenmaße                      | | |         |
| Gondel-Länge                     | 10,7 m | 10,7 m |         |
| max. Breite                      | 2,25 m | 2,25 m |         |
| max. Höhe                        | 2,5 m (ohne Fahrwerk) | 2,5 m (ohne Fahrwerk) |         |

### Flugleistungen
In der Regel startet der Zeppelin NT mit etwa 350 kg „Übergewicht“, d. h. der aerostatische Auftrieb ist etwas geringer als die Masse des Luftschiffs. Er kombiniert wie fast alle modernen Luftschiffe die „Leichter-als-Luft“- und „Schwerer-als-Luft“-Technik, indem er den fehlenden Auftrieb durch Motorkraft erzeugt. Das Abwerfen von Ballast entfällt.
Bei leichter Beladung und teilentleerten Kraftstofftanks kann der statische Auftrieb größer als das Gewicht des Schiffes werden. Wegen der Verwendung der Motorkraft zum Auftriebsausgleich und des geringen Betrages der Auftriebsänderung muss jedoch meist kein teures Helium aus der Hülle abgelassen werden.
Der Zeppelin NT 07 erreicht theoretisch Geschwindigkeiten von bis zu 125 km/h, fliegt üblicherweise in einer Höhe von etwa 300 Metern und kann auf maximal 2600 Meter steigen was auch der Prallhöhe entspricht. Er hat in der Standardkonfiguration eine Reichweite von etwa 900 Kilometern. Start und Landung können senkrecht und mit geringem Einsatz von nur drei Personen am Boden erfolgen. Dazu wird ein Ankermast verwendet, der sich in der Regel auf einem LKW befindet. Das Luftschiff kann mit diesem mobilen Landemast auch geschleppt werden.
Die für Touristenflüge übliche Geschwindigkeit von etwa 70 km/h kann allein durch den Einsatz des Heckmotors erreicht werden.
Um nach einem erfolgreichen Flug den Prozess des Anmastens zu starten, muss der NT mit eigenem Schub der Propeller in die gewünschte Position zum mobilen Mastfahrzeug manövrieren. Beim halbautomatischen Anmasten wird die am Luftschiff angebrachte Bugleine mit der Ankermastleine gekoppelt, woraufhin der NT durch das Mastfahrzeug an den Mast herangezogen wird.

### Tragstruktur
Das Modell NT 07 verfügt innerhalb der Hülle auf der gesamten Länge des Schiffes über eine aus zwölf Kohlenstofffaser-Dreiecken bestehende Trägerstruktur, die mit drei Aluminium-Längsträgern verbunden sind. An ihr sind Triebwerke, Gondel und Leitwerk befestigt. Die Tragstruktur wiegt nur etwa 1000 kg und ist zusätzlich durch Aramid-Seile verspannt.

### Hülle

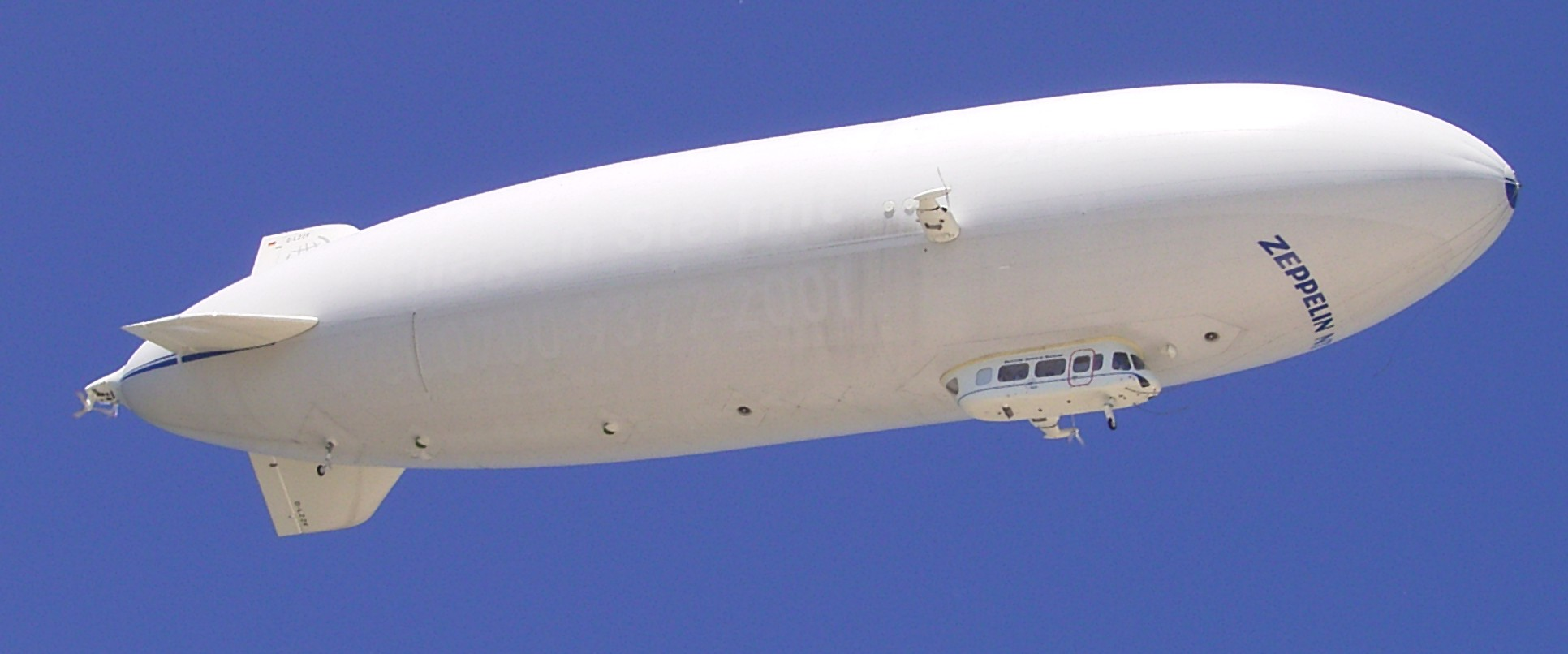
Untenansicht eines Zeppelin NT und dessen Hülle

Bei den historischen Zeppelinen waren die Gaszellen und die Hülle getrennt. Beim Zeppelin NT bildet die Hülle auch gleichzeitig die einzige Gaszelle. Ihr Volumen beträgt beim NT 07 8425 m³ bei einer Länge von 75 Metern und einem Durchmesser von 14,2 Metern. Sie besteht aus einem dreischichtigen Laminat und ist mit Helium gefüllt. Die erste Schicht aus Tedlar (PVF) ist gasdicht, während die zweite Schicht aus Polyestergewebe der Hülle die notwendige Festigkeit verleiht. Die dritte Schicht besteht aus Polyurethan, ist thermisch schweißbar und dient zum Verbinden der einzelnen Hüllen-Laminat-Bahnen. Zum Erhalt der äußeren Form steht die Hülle unter einem leichten Überdruck des Traggases von etwa 5 mbar. Dieser Überdruck wird wie bei Prallluftschiffen durch Ballonetts mit einem Gesamtvolumen von bis zu 2200 m³ konstant gehalten.
Im Gegensatz zu einem Prall- oder Kielluftschiff, bei dem die Nutzlast fast vollständig von der Hülle getragen wird, wird bei dem Zeppelin NT als halbstarres Luftschiff 95 Prozent der Last von der Aluminiumstruktur im Inneren des Luftschiffes und nur fünf Prozent von der Hülle getragen.
Die Hülle wurde bei allen bisher gebauten NTs von der US-amerikanischen ILC Dover gefertigt, die auch die ursprüngliche Entwicklung für diesen Luftschifftyp übernommen hatte. Der Stückpreis pro Hülle betrug im März 2013 nach Medieninformationen 12 Millionen US$.
Trotz der Tedlar-Schicht diffundiert immer noch ein geringer Anteil des Heliums durch den Hüllenstoff. Die Klebefolien, mit denen die Schiffe farblich gestaltet werden und die je nach Wunsch des Werbekunden aufgebracht werden, sind deshalb perforiert, um Blasenbildung unter den Folien und deren Ablösung zu verhindern. Die Werbung kann auch in Form großer Banner an der Hülle angebracht werden.

### Antrieb und Steuerung

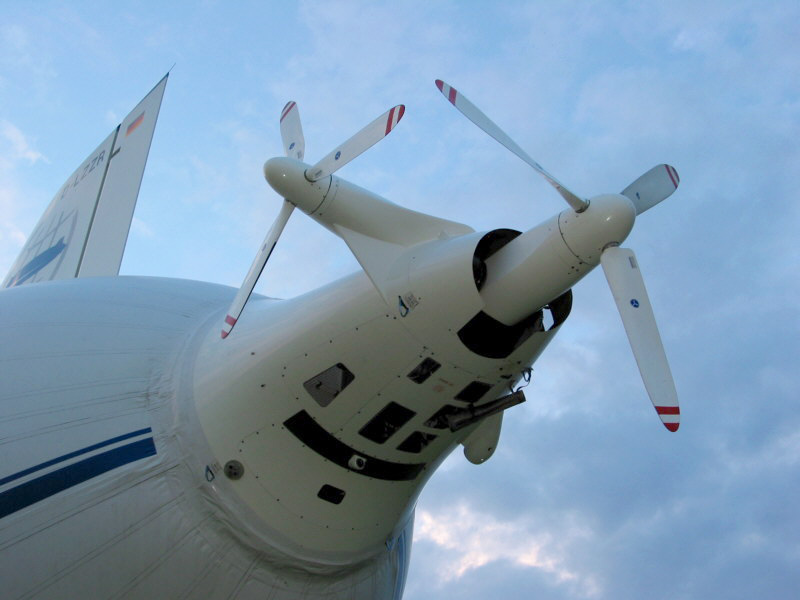
Die Heckpropelleranordnung

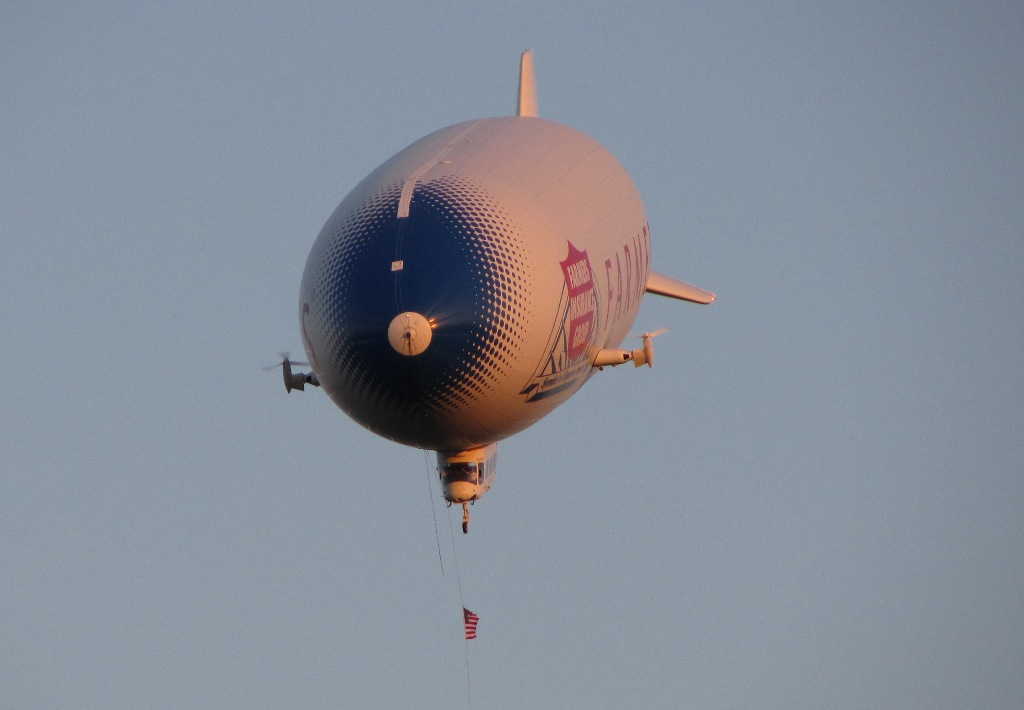
Schwenkbare Seitentriebwerke in Aktion

Mit seinen drei 5,9-Liter-Vierzylinder-Boxermotoren vom Typ Textron Lycoming IO-360 mit einer Leistung von je 147 kW und den schwenkbaren Luftschrauben hat der Zeppelin NT sehr gute Manövriereigenschaften. Die Motoren sind nicht mehr wie bei früheren Zeppelinen umsteuerbar (vorwärts und rückwärts laufend), sondern verfügen über Verstellpropeller zur Schubregelung und -umkehr.
Die beiden seitlichen Motoren sind mit Zugpropellern ausgerüstet, die um 120 Grad von der Horizontalen nach oben und weiter leicht nach hinten geschwenkt werden können. Der Heckmotor arbeitet mit einem Druckpropeller, welcher um 90 Grad nach unten schwenkbar ist. Zusätzlich verfügt er über einen seitlich wirkenden Lenkpropeller, der ähnlich wie ein Heckrotor bei einem Hubschrauber funktioniert. Seine Blätter haben keine Steigung, so dass sie eine Neutralstellung annehmen können. Der Anstellwinkel der Blätter lässt sich nach beiden Seiten verändern, so dass mit diesem Propeller das Seitenruder unterstützt oder bei geringer Fahrt und damit fehlender Anströmung der Ruderflächen noch eine Giersteuerung ermöglicht wird.
Das Heckleitwerk besteht im Gegensatz zu früheren Zeppelinen nur noch aus drei Flossen, die in einem Winkel von je 120 Grad zueinander angeordnet sind. Die daran angebrachten Ruder werden durch das Flugsteuerungssystem entsprechend der geforderten Höhen- und Seitenruderfunktion angesteuert. Der Pilot steuert den Zeppelin NT über Fly-by-wire-Technik mit einem Joystick, der Bewegungen in alle drei Raumrichtungen ermöglicht.
Für die Propellerantriebe des Luftschiffs konstruierte ZF Friedrichshafen, welche auch Teilhaber an der Luftschiffbau Zeppelin sind, ein neuartiges Getriebe. Die drei schwenkbaren Schubpropeller haben einen Durchmesser von jeweils 2,7 m. Der Propeller am Heck 2,2 m.

### Bodenbetrieb
Um den Bodenbetrieb (sog. Ground Operations) für ein Zeppelin NT Luftschiff durchführen zu können, werden ein mobiles Landemastfahrzeug, ein Tanklastwagen, Ballastvorkehrungen, Service- und Wartungsplattformen, Heliumreinigungs und -auffüllanlagen sowie weitere technische Anlagen benötigt.
Wenn das Luftschiff am mobilen Landemast angedockt ist, ist das vordere Landefahrwerk ausgefahren, jedoch ohne Bodenkontakt. Das hintere Landegestell hat Bodenkontakt und bewegt sich kreisförmig mit dem Luftschiff und der Windrichtung. Bei höheren Windstärken wird das Schiff, durch Umpumpen von Kraftstoff vom hinteren Tank in die vorderen Tanks und durch Umfüllen von Luft in das vordere Ballonett, am Heck leicht gemacht. Das Schiff hebt hinten ab und wird von einem Crewmitglied, um ein hartes Aufschlagen des Landerades zu vermeiden und damit die Luftschiffstruktur zu schonen, am Mast „geflogen“.
Der Liegeplatz darf keine Hindernisse aufweisen, muss einen Radius von mindestens 150 m aufweisen und wird als Landezone bezeichnet. Sowohl Landezone als auch die Zufahrtswege müssen für mindestens 32 t Belastung ausgelegt sein, damit das mobile Mastfahrzeug zu dem Luftschiff fahren kann.

### Schrittweise Design- und Produktionsverbesserungen
Das Design und die Produktion des vierten Luftschiffs (SN 04) wurde im Vergleich zu SN 03 an einigen Stellen verbessert. Insgesamt wurden 86 technische Änderungen vorgenommen, welche alle durch die Zulassungsbehörden genehmigt werden mussten. Insbesondere konnte durch ein geändertes Herstellverfahren die Lebensdauer der Längsträger auf 25 Jahre angehoben werden. Auch das Eigengewicht des vierten NTs wurde um 2000 kg reduziert, wodurch sich eine Nutzlaststeigerung ergibt.
Die im Frühjahr 2011 durch Goodyear bestellten drei Zeppeline basieren laut Interview-Aussagen der Geschäftsführung von ZLT zu 80 Prozent auf dem existierenden Modell. Goodyear würde nach Aussage von Brandt nur „ein Standard-Luftschiff mit ein paar Optionen“ kaufen.

### Vergleich des NT mit Zeppelinen historischer Bauart
Es gibt mehrere markante Unterschiede zwischen der Zeppelin-NT-Bauweise und Zeppelinen vor 1940:
- Im Gegensatz zu seinen Vorgängern ist der Zeppelin NT kein Starrluftschiff, sondern ein halbstarres Luftschiff.
- Der Zeppelin NT dient vorwiegend für touristische Rundflüge und als Werbeträger. Eine Verwendung als Verkehrsluftschiff im Liniendienst oder Militärluftschiff ist derzeit nicht vorgesehen.
- Die bisher gebauten Luftschiffe vom Typ Zeppelin NT sind bei einer Länge von 75 m und mit ihrem Hüllenvolumen von 8.425 m³ um den Volumenfaktor 10 bis 20 kleiner als die alten Zeppeline mit bis zu 200.000 m³, die Reichweite ist zudem deutlich geringer.
- Die äußere Hülle mit der inneren dreieckigen Tragstruktur ist gleichzeitig die einzige Gaszelle. Wie bei halbstarren Luftschiffen üblich, herrscht innerhalb der Hülle leichter Überdruck im Vergleich zum Luftdruck, sodass die Hülle auch die äußere Form bestimmt. Früher waren mehrere, innerhalb der vieleckigen Struktur aufgehängte Gaszellen mit über dem Gerüst gespannten Stoff verkleidet.
- Als Traggas kommt statt des entzündlichen Wasserstoffs ausschließlich das mittlerweile problemlos verfügbare und auch bei allen anderen aktuellen Luftschiffen eingesetzte Helium zum Einsatz. Helium ist als Edelgas nicht brennbar, jedoch im Vergleich zum Wasserstoff deutlich teurer, und etwa doppelt so schwer, wodurch sich die Tragkraft bei gleichem Volumen um ca. acht Prozent verringert.
- Moderne Luftschiffe starten in aller Regel etwas schwerer als Luft, verbrauchen im Betrieb Kraftstoff und werden dadurch leichter, eventuell sogar leichter als Luft. Der aerostatische Auftrieb reicht zumindest beim Start nicht aus, um das Schiff allein in der Luft zu halten. Die fehlende Auftriebskraft wird durch die Motoren über Luftschrauben und in Fahrt durch den gegenüber der Flugrichtung in positivem Winkel angestellten Rumpf erzeugt (dynamischer Auftrieb). Der Zeppelin NT ist dementsprechend dauerhaft auf Motorleistung zur Erzeugung des dynamischen Auftriebs angewiesen, um sich in der Luft zu halten, d. h., er „fliegt“. Dem gegenüber stehen Luftfahrzeuge, wie Ballone oder die historischen „Zeppeline“, welche allein unter statischem Auftrieb aufsteigen, d. h., sie „fahren“.

### Rekorde
Der Zeppelin NT 07 war seit seinem Erstflug bis zum Jahr 2012 in Bezug auf sein Volumen das größte aktive Luftschiff der Welt. Im August 2012 fand der Erstflug des Hybridluftschiffs Long Endurance Multi-Intelligence Vehicle (LEMV) statt, welches mit einem Hüllenvolumen mit 38.000 m³ mehr als das vierfache des Volumens beinhaltet. Die Hülle des LEMV wurde später bemannt als Airlander (Erstflug 2016) weiterverwendet, das damit den Größenrekord vor dem Zeppelin NT übernahm.
Am 27. Oktober 2004 stellte der amerikanische Milliardär und Abenteurer Steve Fossett, nachdem er im Herbst 2004 als 14. Pilot die Lizenz zum Führen eines Zeppelin NT erworben hatte, mit dem ersten gebauten Schiff D-LZFN „Friedrichshafen“ einen neuen FAI-Geschwindigkeitsweltrekord für alle Luftschiffklassen auf (die meisten wirklichen älteren Rekorde sind nicht von der FAI anerkannt). Er durchflog eine 1000-m-Messstrecke in beiden Richtungen mit einer Durchschnittsgeschwindigkeit von 111,8 Kilometern in der Stunde. Der alte Rekord eines Lightship A-60+ vom 19. Januar 2000 lag bei 92,8 Kilometern in der Stunde.

## Einsatzgebiete

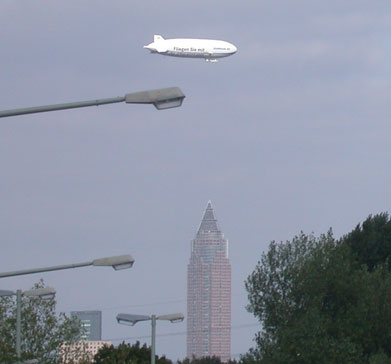
Zeppelin NT über Frankfurt

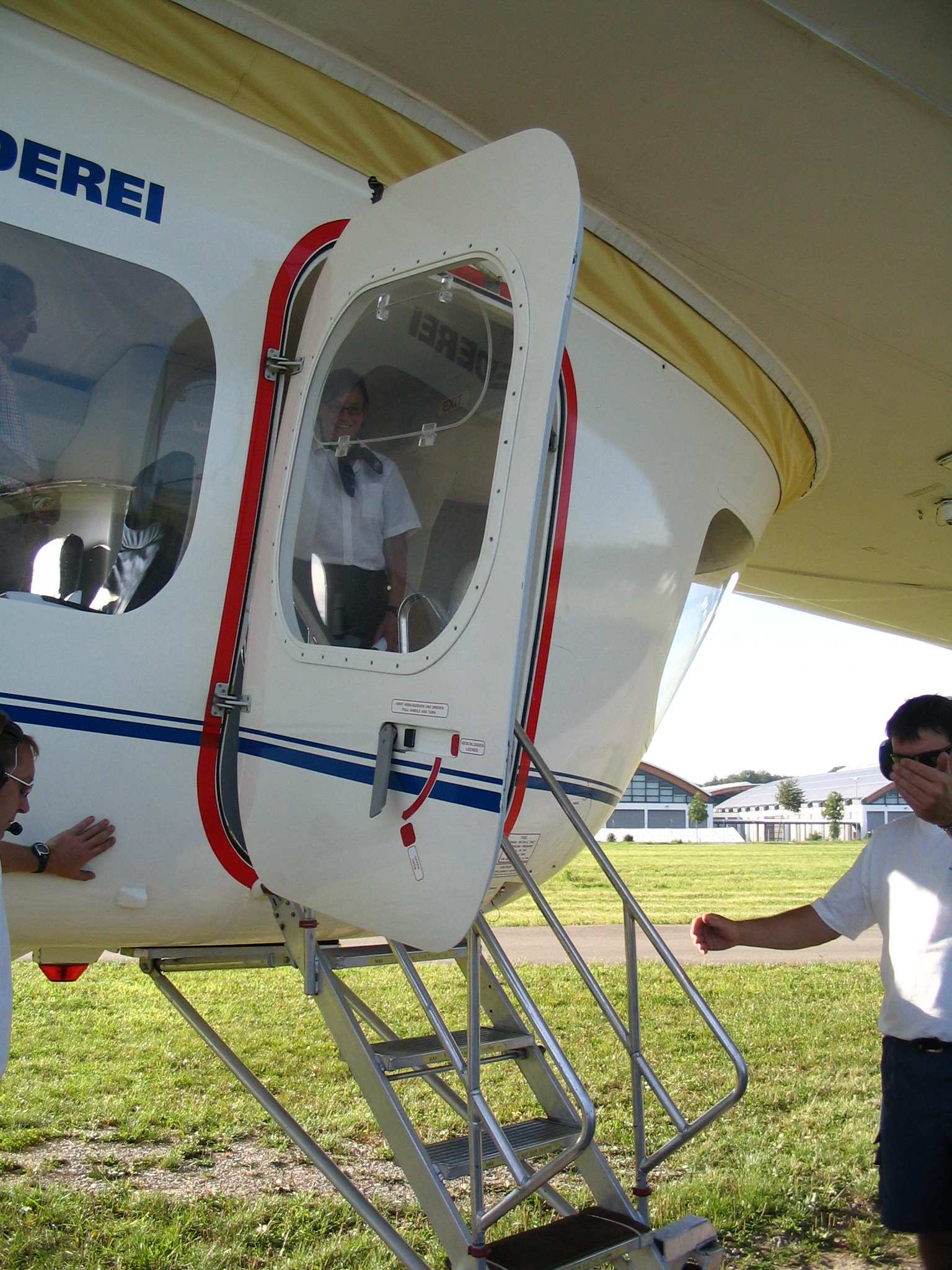
Einstieg in die Luftschiffgondel am Heck

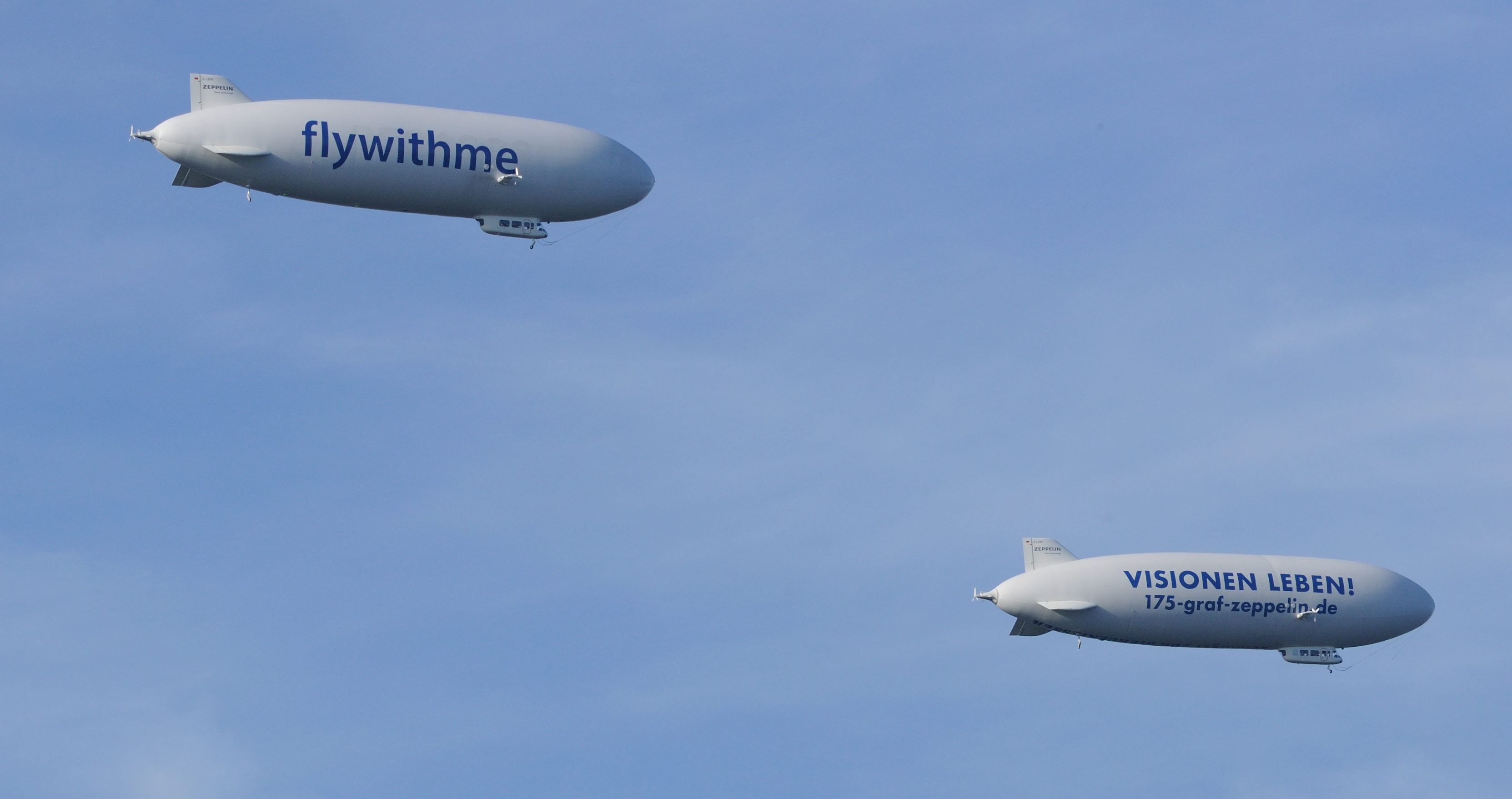
Parallelflug von D-LZFN und D-LZZF am 19. Oktober 2013 über Dörflingen

Die Luftschiffe werden neben touristischen Rundflügen ebenfalls als Beobachtungsplattform für die Bild- und Fernsehmedien, beispielsweise bei Großereignissen, eingesetzt. Durch die lange mögliche Einsatzdauer und den vibrationsarmen Flug sind die Schiffe auch für Forschungsmissionen, etwa Umweltbeobachtungen, Troposphärenforschung oder die Erkundung von Bodenschätzen, gut geeignet.

### Rundflüge über dem Bodensee und Hinterland
Seit August 2001 bietet die Deutsche Zeppelin-Reederei (DZR) Rundflüge mit den Zeppelin-NT-Luftschiffen an. Die Hüllen werden dabei als Werbefläche vermarktet. Die Schiffe können auch für ganze Werbekampagnen gemietet und gestaltet werden. Das stellt ihre Hauptverwendung dar.
Unter optimalen Wetterbedingungen kann ein Zeppelin NT täglich zehn bis zu zwölf Flüge mit jeweils 12 Passagieren durchführen. Die Flugsaison am Bodensee währt insgesamt sieben Monate von April bis Oktober. Ein Flug dauert streckenabhängig 30 Minuten bis zwei Stunden.
Ein Rundflug ab Friedrichshafen, Messestraße, dem Heimatflughafen der Zeppeline, dauert etwa 40 bis 80 Minuten. Es gibt eine Ost-Route über Lindau – Bregenz – Rorschach sowie eine West-Route in Richtung Meersburg – Überlingen – Insel Mainau – Konstanz. Außerdem gibt es Routen unter anderem über Ravensburg (Friedrichshafen – Waldburg – Tettnang – Ravensburg – Weingarten – Friedrichshafen), zum Schloss Salem (Salem – Markdorf – Meersburg) und zum Rheinfall-Schaffhausen (Insel Mainau – Meersburg – Konstanz – Schaffhausen). Gelegentlich werden auch andere Routen ab Friedrichshafen sowie von anderen Start- und Landeplätzen bedient. Daneben sind die Zeppeline auch an anderen Orten für Rundflüge im Einsatz.

### Forschung
Seit Indienststellung wurde der NT für verschiedenartige Forschungsvorhaben eingesetzt. 15 bis 25 Prozent des Umsatzes erwirtschaftet die DZR mit diesen speziellen Einsätzen. Die Luftschiffe eignen sich als Forschungsplattformen insbesondere, da sie als einzige Fluggeräte dafür geeignet sind, in niedrigen Höhen ungestörte Luftmassen mithilfe schwerer Messanlagen zu untersuchen. Weitere Vorteile der Zeppelin NT für Forschungsvorhaben: Sie sind extrem manövrierfähig, können z. B. vertikal auf- und absteigen.
Sie können langsam mit einer Luftmasse mitfliegen, um chemische Reaktionen innerhalb der Luftmasse aufzuzeichnen. Sie können große Lasten oben auf dem Luftschiff tragen, um chemische Reaktionen, die durch Sonnenlicht beeinflusst werden, zu registrieren. Für die Messflüge wird eine sogenannte Top-Plattform mit Messgeräten oben auf den Zeppelin montiert, die Kabine enthält die Analysegeräte. Einige weitere Forschungseinsätze waren:

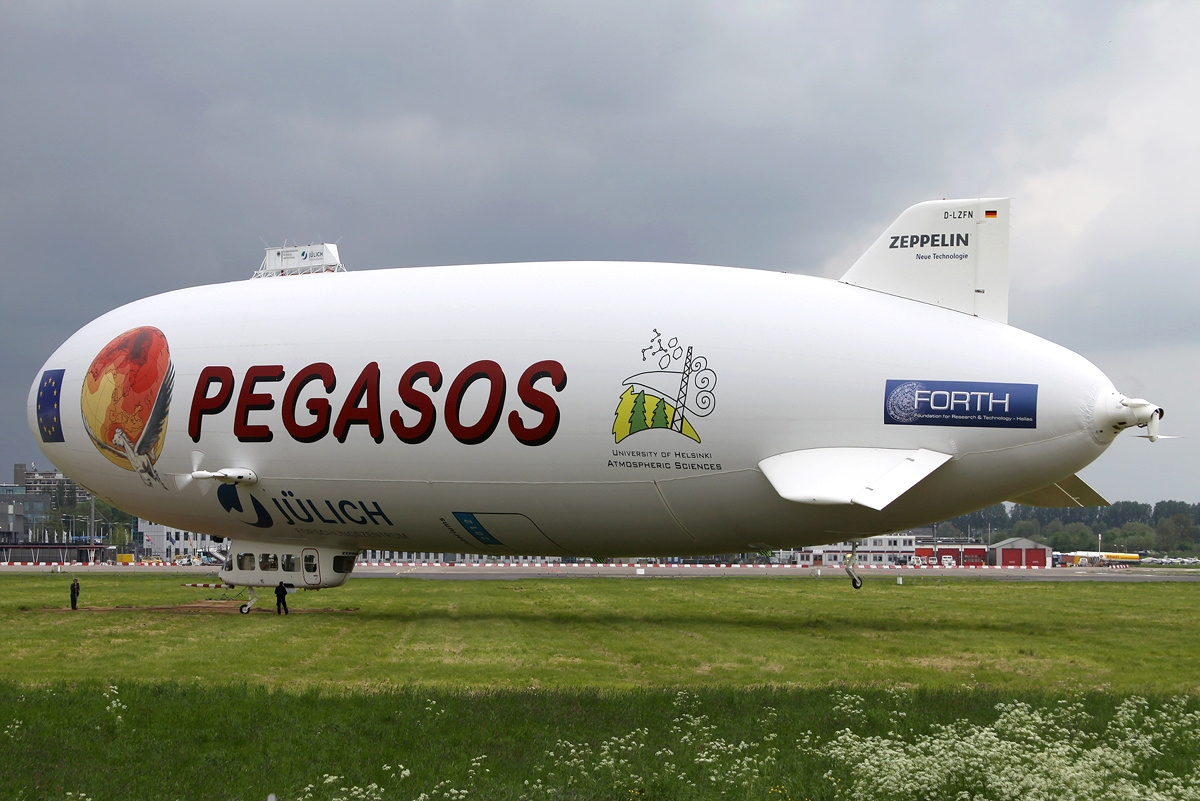
Zeppelin NT im PEGASOS-Projekt mit Sensoren oben auf der Hülle 2012

- Der Zeppelin NT half, als er anlässlich des Oktoberfestes 2002 über München unterwegs war, dem DLR und der ESA bei der Entwicklung des europäischen Navigationssystems Galileo, indem er Messfahrten über der Stadt unternahm, bei denen er einen Satelliten simulierte. Die Signale wurden von einem am Boden fahrenden Messwagen empfangen.[162] Damit trat er in die Fußstapfen der früheren Luftschiffe LZ 126 und LZ 130, die bereits in den 1920er und -30er Jahren Funk- und Funkpeilversuche, damals teilweise für militärische Zwecke, über dem Atlantik, Deutschland und der Nordsee durchführten.
- Im Sommer 2004 führte ein Zeppelin NT bei Rundflügen über dem Bodensee eine nach unten gerichtete Kamera mit, welche Bilder zur Langzeitbeobachtung der Uferzone durch das Seenforschungsinstitut lieferte.
- Seit einigen Jahren wird der Zeppelin NT für die Atmosphärenforschung eingesetzt. In den Jahren 2007 und 2008 gab es erste große Messkampagnen des Forschungszentrums Jülich, wobei die Konzentrationen von Spurengasen und Partikel in der unteren Troposphäre gemessen wurden.[163][164] Ab Mai 2012 startet ein Zeppelin NT zu Messflügen in Norditalien, Deutschland, den Niederlanden, Schweden und Finnland im Rahmen des EU-Projekts PEGASOS.[165][166]
- Im Oktober 2010 wurde mit dem Zeppelin NT über dem Bodensee eine neuartige Methode zur Fernbeobachtung von Wasseroberflächen getestet. Die von dem Deutschen GeoForschungsZentrum Potsdam sowie dem Deutschen Zentrum für Luft- und Raumfahrt entwickelten und im Zeppelin NT untergebrachten Anlagen empfangen GPS-Strahlen, welche von Wasseroberflächen reflektiert werden. Durch eine Analyse dieser Rückstrahlung sind Aussagen über die Eigenschaften der Wasseroberfläche möglich, wie beispielsweise deren geometrischer Höhe oder die Wellenhöhe. Zukünftig soll mit einem derartigen Messemodell auch eine Tsunami-Früherkennung möglich sein.[167]
- Im Mai 2012 wurde das in Amerika stationierte Luftschiff mit der Seriennummer SN04 „Eureka“ zur Suche nach Stücken eines Meteoriten eingesetzt. Dieser Meteorit war am 22. April 2012 südwestlich von Reno auf die Erde mit einer deutlich wahrnehmbaren Lautstärke und grellen Lichterscheinung auf die Erde in der Sierra Nevada niedergegangen.[121]
- Im April – Juni 2013 erforschte der Zeppelin NT im Rahmen des EU-Projekts PEGASOS auf einer Fahrt Richtung Finnland die Zusammensetzung und die chemischen Prozesse in der Atmosphäre.[168]
- 2013 nahm der Zeppelin NT in Südfrankreich am EU-Gemeinschaftsprojekt I2C (Integrated System for Interoperable sensors & Information sources for Common abnormal vessel behaviour detection & Collaborative identification of threat) teil. Ziel war es ein integriertes Überwachungssystem für den Grenz- und Küstenschutz zu entwickeln. Der Zeppelin als Sensorplattform wurde mit Radar, Kamerasystem mit optischen sowie Infrarot- und Restlicht-Sensoren, AIS und einem Datenlink zur Bodenstation ausgestattet.[169]
- Im Juni 2016 startete eine Expedition mit dem Namen „Uhrwerk Ozean“[170] über der Ostsee.[171]

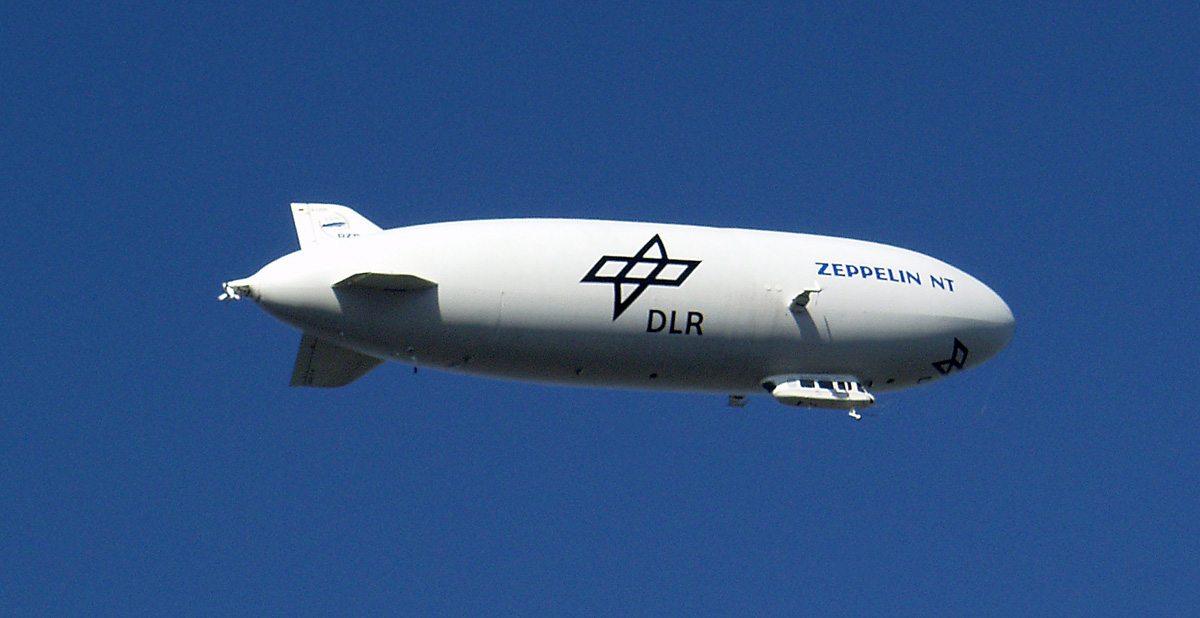
Zeppelin NT überfliegt Köln im Jahr 2006

### Veranstaltungs- und Verkehrsüberwachung
Wie auch schon die „Friedrichshafen“ auf der Pariser Luftfahrtausstellung 2005, wurde der Zeppelin NT SN 03 auch mit Überwachungstechnik bestückt und beispielsweise für den Weltjugendtag 2005 über Köln sowie CHIO-Reitturnier 2005 in Aachen eingesetzt. Vor seinem Aufbruch zum Weltjugendtag war SN 03 in Friedrichshafen am 14. August 2005 von einem Pfarrer gesegnet worden.
Während der Fußball-Weltmeisterschaft 2006 führte der Zeppelin NT erneut Überwachungs- und Forschungsaufgaben im Rheinland durch, um das System einer effizienteren Verkehrslenkung zu testen. Im Rahmen des von dem Deutschen Zentrum für Luft- und Raumfahrt (DLR) initiierten Forschungsprojekts „Soccer“ flog ein Zeppelin während der fünf in Köln stattfindenden Fußballspiele in 600 Metern Höhe über dem Stadtgebiet. An der Bodenseite des Luftschiffs wurde vorher ein spezielles Kamera-System installiert, welches Echtzeitbilder der Verkehrslage erstellen kann, womit der Polizei eine Kurzfristprognose der Verkehrssituation von bis zu 60 Minuten möglich ist.

## Weiterentwicklung des NT und Ausblick

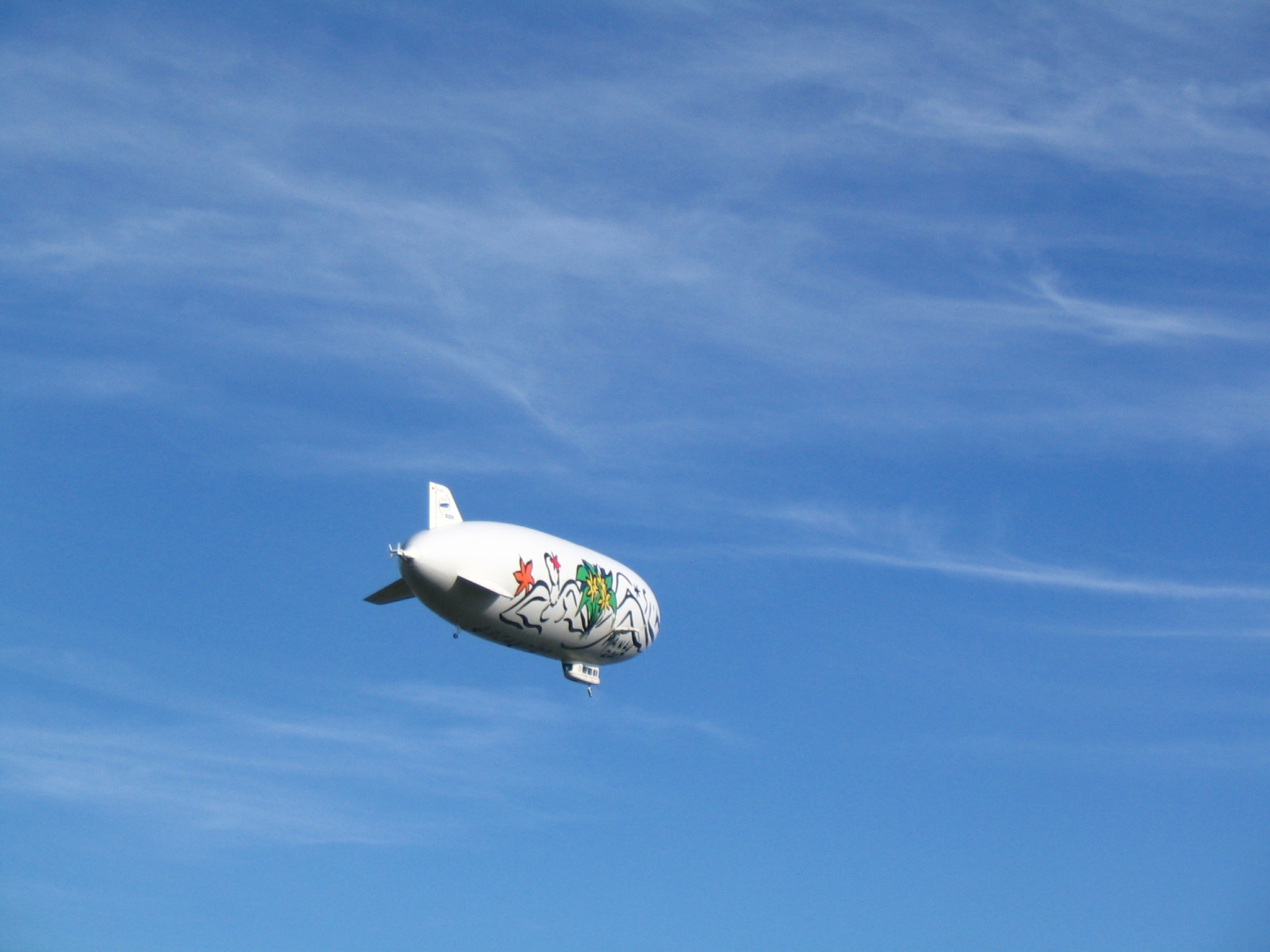
Zeppelin NT D-LZZF „Baden-Württemberg“

Schon bei der Erstellung der ersten Markt- und Konzeptstudien im Jahr 1993 wurde herausgearbeitet, dass eine längere und kapazitätsmäßig größere Version des NT ökonomisch sinnvoll wäre. Unmittelbar zum Zeitpunkt der Aufnahme des Passagierflugbetriebs wurde dann auch erstmals öffentlich über mögliche zukünftige Ausbaupläne Auskunft gegeben. Im August 2001 wurde so bekanntgegeben, dass bis Mitte des Jahres 2002 eine Konzeptstudie erarbeitet werden würde, welche eine 100 m lange und bis zu 30 Passagiere fassende Version des NT thematisieren würde.
Im März 2003 wurde bekannt, dass die Idee, eine 100 Meter lange Version zu konstruieren, vorerst nicht weiter verfolgt werde. Stattdessen würden Szenarien erstellt, um zu erfahren, ob sich eine um sechs auf dann 18 Sitzplätze erweiterte Version lohnen würde.
Überrascht wurde die Öffentlichkeit im April 2003 durch den Förderverein Zeppelin-Tourismus e. V., welcher unter seinem Vorsitzenden und ehemaligen Geschäftsführer der ZLT, Wolfgang von Zeppelin, das Konzept eines größeren Tourismus-Luftschiffs vorstellte. Auf Basis der Zeppelin-NT-Technik solle ein 125 m langes Luftschiff konstruiert werden, welches bis zu 40 Passagiere transportieren könne. Die vorgestellte Projektstudie plante fernerhin, mit diesen Luftschiffen zehn europäische Städte in sechs Ländern anzufliegen und damit für gut betuchte Touristen ein luxuriöses Reiseerlebnis zu bieten.
Die Konzeptstudie kam niemals über erste Überlegungen hinaus. Zwischenzeitlich führten die Vorstellungen des Fördervereins zu einem öffentlich geführten Streit mit der Geschäftsführung der ZLT. Die grundsätzliche Idee wird jedoch bis heute weiter protegiert.
Ende Juli 2004 unterzeichneten die ZLT und das Wiesbadener Unternehmen LTA Technologie AG, welche von ehemaligen Aktionären und leitenden Mitarbeitern der insolventen Cargolifter AG gegründet worden war, eine Absichtserklärung über den Kauf eines 19-sitzigen Luftschiffs, welches auf der Technik des Zeppelin NT aufbauen sollte. Vorgesehen war, den NT auf eine Länge von 88 m auszubauen, womit ein Traggasvolumen von 13.000 m³ erreicht würde. Mit dieser Idee hatte sich ein sechsköpfiges Team der ZLT bereits mehrere Monate beschäftigt. Angekündigt wurde, dass bis zum September 2004 erste Zwischenergebnisse und bis zum Jahresende 2004 detaillierte Kosten- und Zeitplanung vorgelegt werden würden. Gegen Ende des Jahres wurden schließlich weniger die Ergebnisse der Studie publiziert, als dass ein Streit zwischen dem Förderverein Zeppelin-Tourismus und der ZLT öffentlich wahrgenommen wurde. Der Förderverein verfolgte nach wie vor die Idee eines 125 m langen und 45 Passagiere fassenden Luftschiffs. Unklar blieb jedoch, von wem die dafür notwendigen 356 Millionen Euro Entwicklungskosten hätten aufgebracht werden können. Die ZLT protegierte daher nach wie vor nur eine minimale Vergrößerung des NT auf 19 Passagiere. Die wesentlich größere 45 Passagiere fassende Version wäre allenfalls ein auf die 19 Passagierversion folgende Variante.
Anfang des Jahres 2005 wurden erneut Pläne zur Vergrößerung des NT der Öffentlichkeit bekanntgegeben. Neben der japanischen Nippon Airship Corporation meldete auch die LTA Technologie AG erneut Interesse an einem größeren NT an. Im Februar gab die ZLT bekannt, dass die Freigabe für die Entwicklung einer 19-sitzigen Version des NT innerhalb des Unternehmens erteilt worden sei. Konzeptionell stellte sich das Unternehmen vor, den 19-Sitzer auf der Musterzulassung des 12-Sitzers aufzubauen. Von Vorteil wäre zudem gewesen, dass die neue Version in derselben Zulassungsklasse aufgeführt wäre, was den Zulassungsaufwand minimieren würde. Um genügend Tragkraft herzustellen, wurde geplant, das Luftschiff von 75 auf 85 Meter zu verlängern und den Hüllendurchmesser von 14,2 auf 16 Meter zu erweitern. Dadurch wäre insgesamt eine Volumensteigerung von 8.200 auf 14.000 m³ möglich gewesen, weshalb diese Planungsversion unternehmensintern auch mit dem Typ NT14 Bezeichnung fand. Weil zentrale Luftschiffsysteme wie Triebwerke, Cockpit, Flugsteuerung und Bodengeräte nur minimal angepasst werden müssten, wurde bei Verkündung der Pläne im Jahr 2005 angekündigt, den 19-Sitzer Mitte 2007 erstmals zu fliegen und Ende des Jahres 2008 im kommerziellen Betrieb einzusetzen. Über die Entwicklungsfreigabe hinaus wurde zu dem Zeitpunkt auch der Bau eines ersten Serienloses beschlossen, ohne dass jedoch angekündigt wurde, wie viele Exemplare dieses umfassen würde. Auch die Höhe der veranschlagten Entwicklungskosten des NT14 wurden durch die ZLT nicht genannt. Das vom Förderverein Zeppelin-Tourismus stark protegierte 45-Personen Luftschiff wurde im April 2005 durch die ZLT Geschäftsführung auf einer Pressekonferenz als der nächste logische Schritt in der Entwicklung bezeichnet.
Die Kosten für Forschung und Entwicklung eines Lastenluftschiffs, welches einige Jahre zuvor die Cargolifter AG versucht hatte zu realisieren, bezifferte die ZLT Führung zu diesem Zeitpunkt zudem mit über 2 Milliarden Euro.
Als das Luftschiff „Friedrichshafen“ Mitte des Jahres 2005 nach Südafrika an den Konzern De Beers zur Diamantensuche verchartert wurde, wurden innerhalb der ZLT Überlegungen über Alternativen zur schnellen Schaffung eines Ersatzluftschiffes angestellt. Statt eines 19-Sitzers wurde vorgeschlagen, einen 12-Sitzer zu konstruieren, welcher vor allem sehr zeitnah auf Basis vorhandener Ersatzteile hätte konstruiert werden können. Im Oktober 2005 wurde dafür organisationsintern eine Studie in Auftrag gegeben, welche die Chancen eines solchen verkleinerten Typs untersuchen sollte. Parallel wurde bekanntgegeben, dass sich der Baubeginn der 19-Sitzer-Version verzögern werde.
Nachdem Anfang des Jahres 2006 der Entschluss zum Bau eines vierten NT bekanntgegeben worden war, wurde parallel kundgetan, dass sich die Entwicklung des 19-Sitzers dadurch nicht weiter verzögern werde. Ursprünglich sollte die verlängerte Version des NT bereits im Jahr 2008 fliegen. Im Jahr 2006 wurde von der Geschäftsführung jedoch geplant, dass diese Version frühestens im Jahr 2010 ihren Erstflug haben werde.

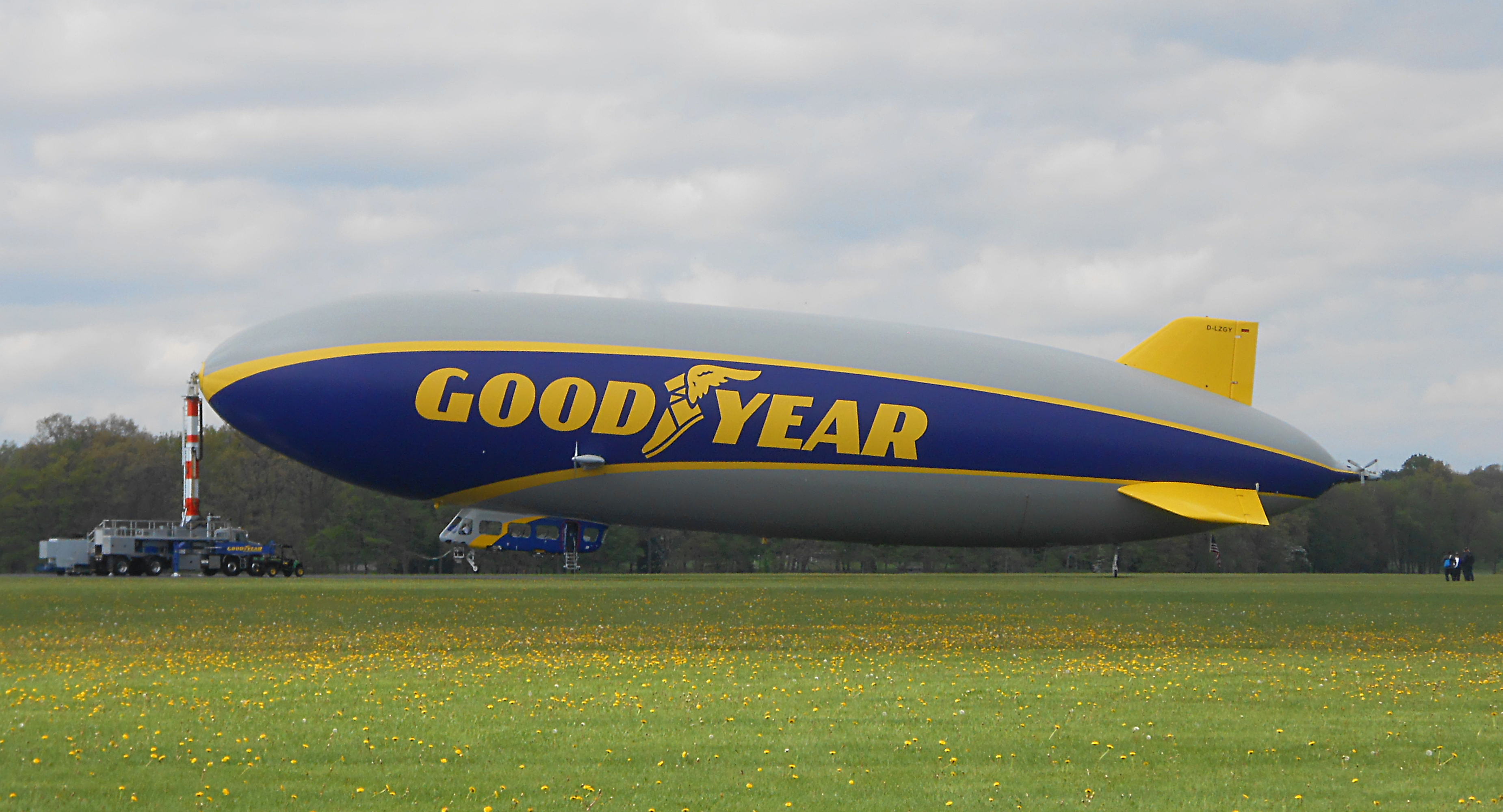
Ein N07-101 von Goodyear am Mast am Wingfoot Lake Hangar in Ohio

Nachdem die im Jahr 2005 beschlossenen Pläne zur Vergrößerung des NTs nicht verwirklicht worden waren, wurde im Mai 2009 erneut bekanntgegeben, dass der fünfte Zeppelin NT mit einer etwas verlängerten Gondel und einer erhöhten Anzahl von Sitzplätzen von 12 auf 14 in Planung sei, welcher jedoch vorerst nicht realisiert wurde.
Parallel zu der Verkündung des 100.000. Fluggastes der DZR wurde im Juni 2010 bekanntgegeben, dass bis zum Jahresende unternehmensintern darüber entschieden werden solle, ob ein fünfter Zeppelin gebaut und ob dieser von 12 auf 15 Passagierplätze vergrößert werden soll. Anfang 2011 bestellte die Goodyear Tire & Rubber Company für rund 44 Millionen Euro drei Zeppelin NT LZ N07 in der Version LZ N07-101, sodass tatsächlich eine Baufreigabe für ein fünftes Zeppelin-NT-Luftschiff erteilt wurde. Informationen darüber, ob dieses Luftschiff tatsächlich vergrößert wird, liegen bisher nicht vor.

## Luftschiffhalle in Friedrichshafen

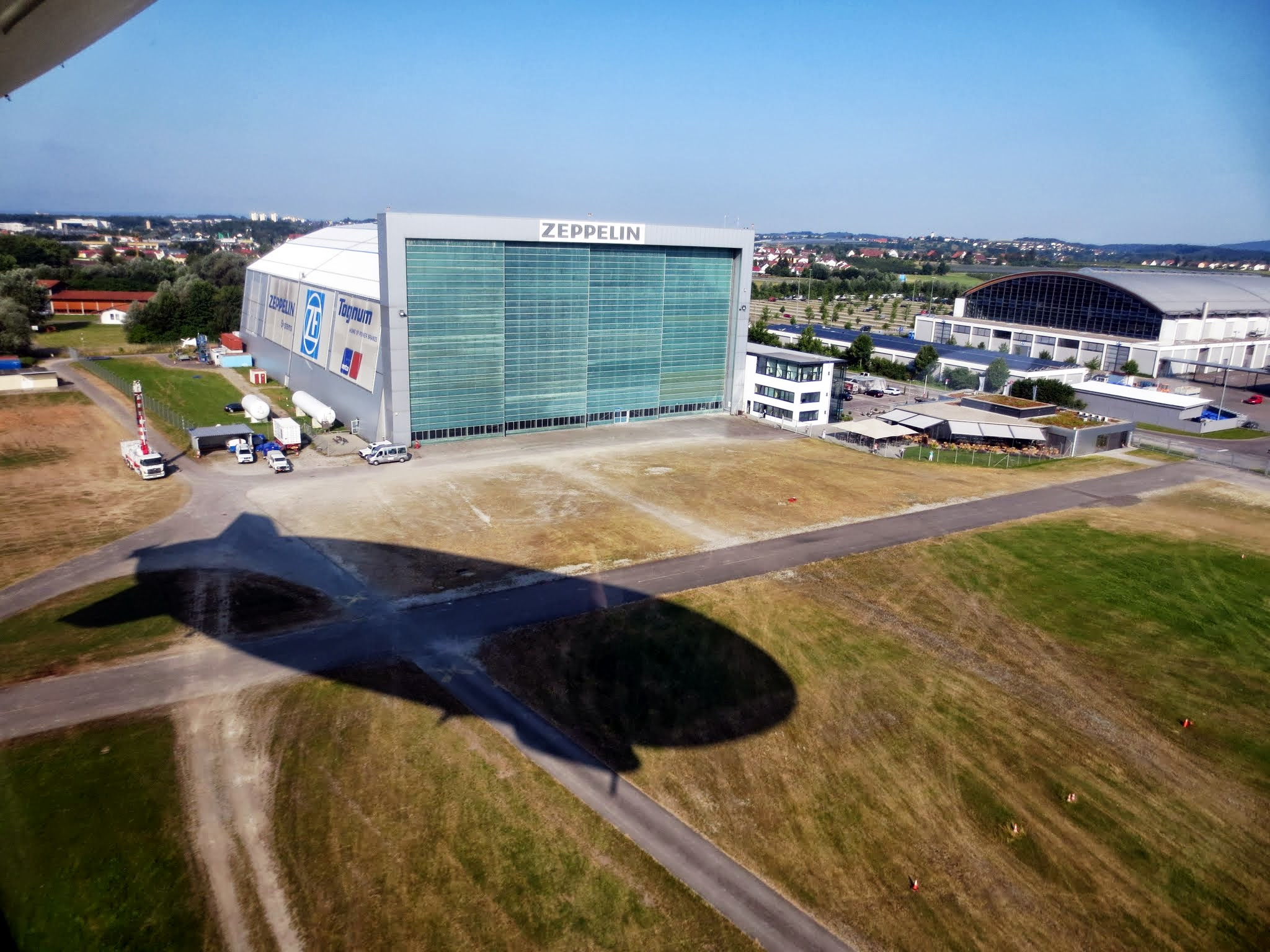
Zeppelin-NT-Werft (seitliche Sicht)

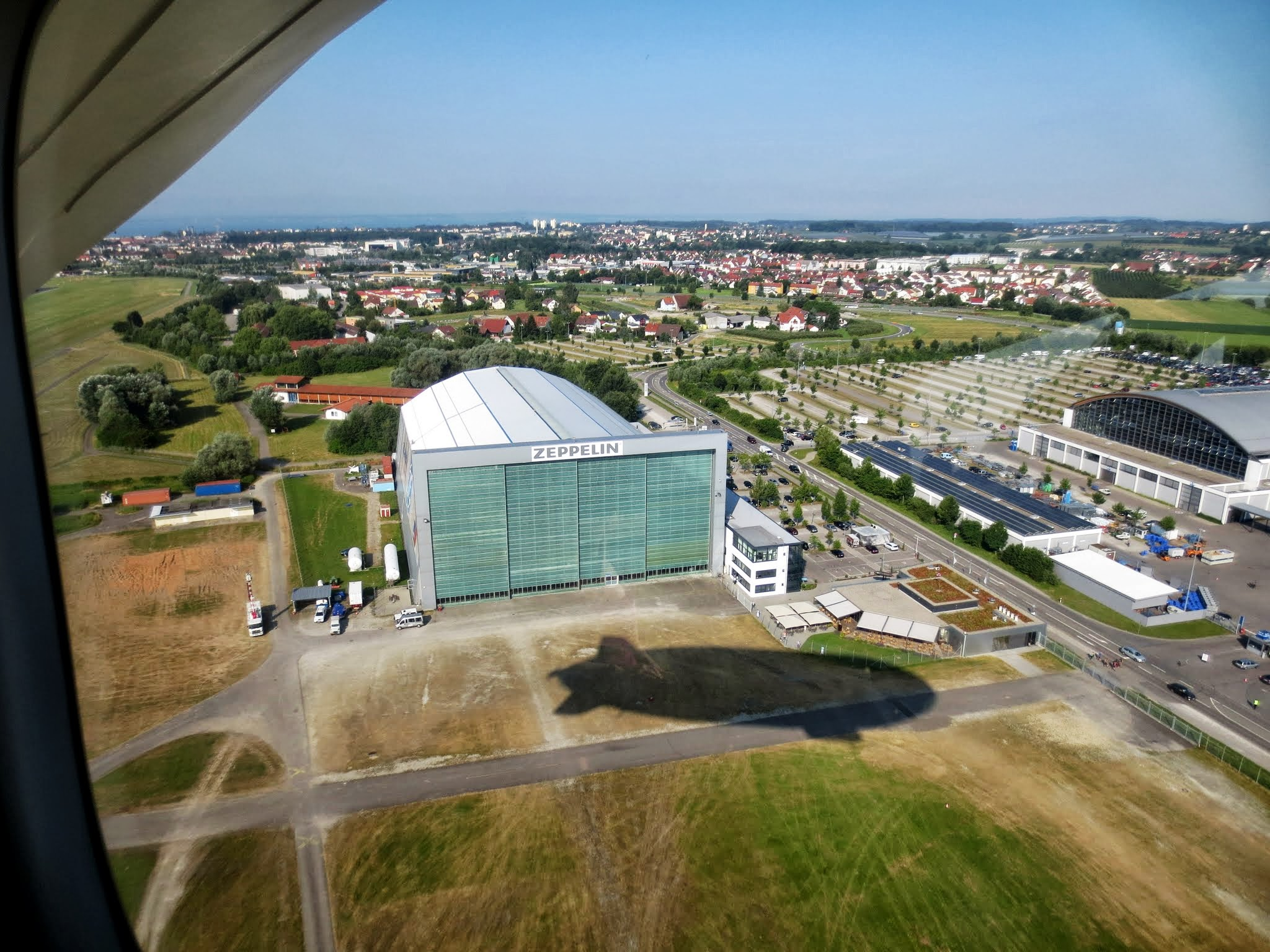
Zeppelin-NT-Werft (Frontalansicht)

Im Jahr 1978 wurde die letzte in Friedrichshafen befindliche Luftschiffhalle abgerissen. Für das Zeppelin-NT-Projekt musste dementsprechend eine neue Werfthalle entworfen und konstruiert werden. Diese für die Konstruktion des Luftschiffs erbaute Luftschiffhalle befindet sich auf dem nördlichen Gelände des Flughafens Friedrichshafen. Nach einer ersten Ausschreibung im Jahr 1996 erhielt die Hofkammer Projektentwicklung GmbH den Zuschlag für den Bau der Halle, welche vom Architekten Roland Wallischek konzipiert wurde. Die Baukosten betrugen 10 Millionen DM.
Das Gebäude hat eine Länge von 109 Metern, eine Breite von 69 Metern und ist 32 Meter hoch. Mit diesen Ausmaßen gehört der Hangar zu den größten Hallen Süddeutschlands.
Von den Dimensionen her ist die Halle so ausgelegt, dass theoretisch drei Zeppelin NT pro Jahr produziert werden könnten. Die Halle kann zwei Luftschiffe gleichzeitig aufnehmen, wobei zudem die Konstruktion eines dritten Exemplars parallel vorbereitet werden könnte.
Die Halle wurde in geführten Werftbesichtigungen auch der Öffentlichkeit zugänglich gemacht.
An der nordöstlichen Innenseite des Hallentors sind die Unfallspuren und Beschädigungen des Hangars, welche sich nach einer Kollision des Prototyps im Februar 1999 ergeben hatten, noch bis heute sichtbar.
| Kenngröße der Halle | Daten      |
| ------------------- | ---------- |
| Länge               | 109 m      |
| Breite              | 69 m       |
| Höhe                | 32 m       |
| Nutzfläche          | 8.000 m²   |
| Bruttofläche        | 8.200 m²   |
| Volumen             | 203.300 m³ |
| Konstruktionsbeginn | April 1997 |
| Konstruktionsdauer  | 9 Monate   |
|                     |            |